# ولاية قالمة
ولاية قالمة هي ولاية جزائرية عاصمتها بلدية قالمة، تقع في شمال شرق البلاد وسط سلسلة جبلية ضخمة خضراء أهمها (جبل ماونة، جبل دباغ، جبال بني صالح، جبل هوارة)، وتبعد الولاية عن الجزائر العاصمة ب537 كلم وأقرب الولايات إليها هي عنابة الساحلية وقسنطينة وسوق أهراس، علاوة على طابعها الصناعي والفلاحي والرعوي والغابي الذي يعطيها موقعا إقتصاديا وإستراتيجيا هاما في الجزائر، تملك الولاية مؤهلات سياحية كبيرة تحتاج إلى العناية والتطوير، كما تعتبر قالمة منطقة إستراتيجية بوقوعها على ضفاف وادي سيبوس الخصبة، حيث تمر المجاري المائية دون انقطاع وخلال كل الفصول، وقد أهدت قالمة للثورة الجزائرية أبطالاً أمثال سويداني بوجمعة، وهواري بومدين.
تدل عدة نقوش ليبكية ونصب جنائزية على أنها كانت من أهم مدن المملكة النوميدية لـ ماسينيسا، وأنها كانت مركز تجاري هام للفينيقيين، وقد شهدت منطقة عين النمشة سوتيل عاصمة لملوك النوميديين كما كانت أهم مصدر حبوب لروما، سميت قالمة في العهد الروماني باسم ملاكا (malaca).

## الموقع الجغرافي
تقع ولاية قالمة داخليا بالشمال الشرقي للجزائر ويحدها من الشمال ولايات الطارف عنابة وسكيكدة ومن الشرق سوق اهراس ومن الغرب قسنطينة ومن الجنوب أم البواقي.
ونظرا لموقعها الأستراتيجي، لاحظ المستعمر (خلال الغزو الفرنسي سنة 1830) قدامتها الإستراتيجية، فعمل على إعادة بنائها جاعلا منها حصنا منيعا محاطا بالأسوار.
وتتمثل أكبر جاذبية سياحية للولاية في تضاريسها وطبيعتها إضافة إلى ثروتها المتميزة بالمعالم الأثرية التي يصل عددها لما يزيد عن 500 موقع ومعلم منها ما هو راجع إلى العهد الروماني خاصة المسرح الروماني بوسط المدينة كما أنها تتميز بحمماتها المعدني منها حمام دباغ وحمام النبائل.

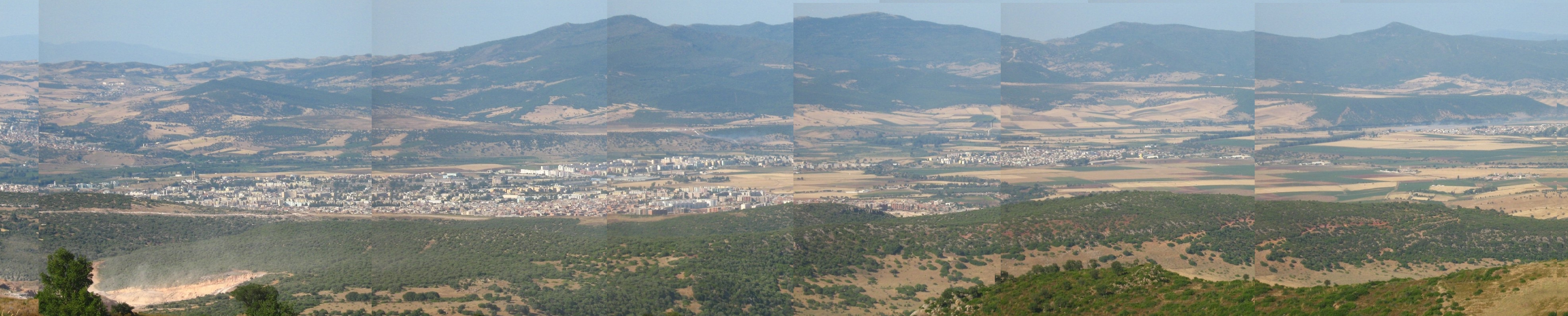
منظر شامل على قالمة.

## المناخ
يتميز إقليم الولاية بمناخ رطب بالشمال والوسط ومناخ قاري بالداخل وهو مناخ ممطر بالشتاء وحار بالصيف، ويتراوح معدل تساقط الأمطار من 400 مم إلى 654 مم/السنة، وقد سمح هذا المناخ ولاية قالمة بأن تكون ذات طابع فلاحي ورعوي هام.

## المجال الطبيعي

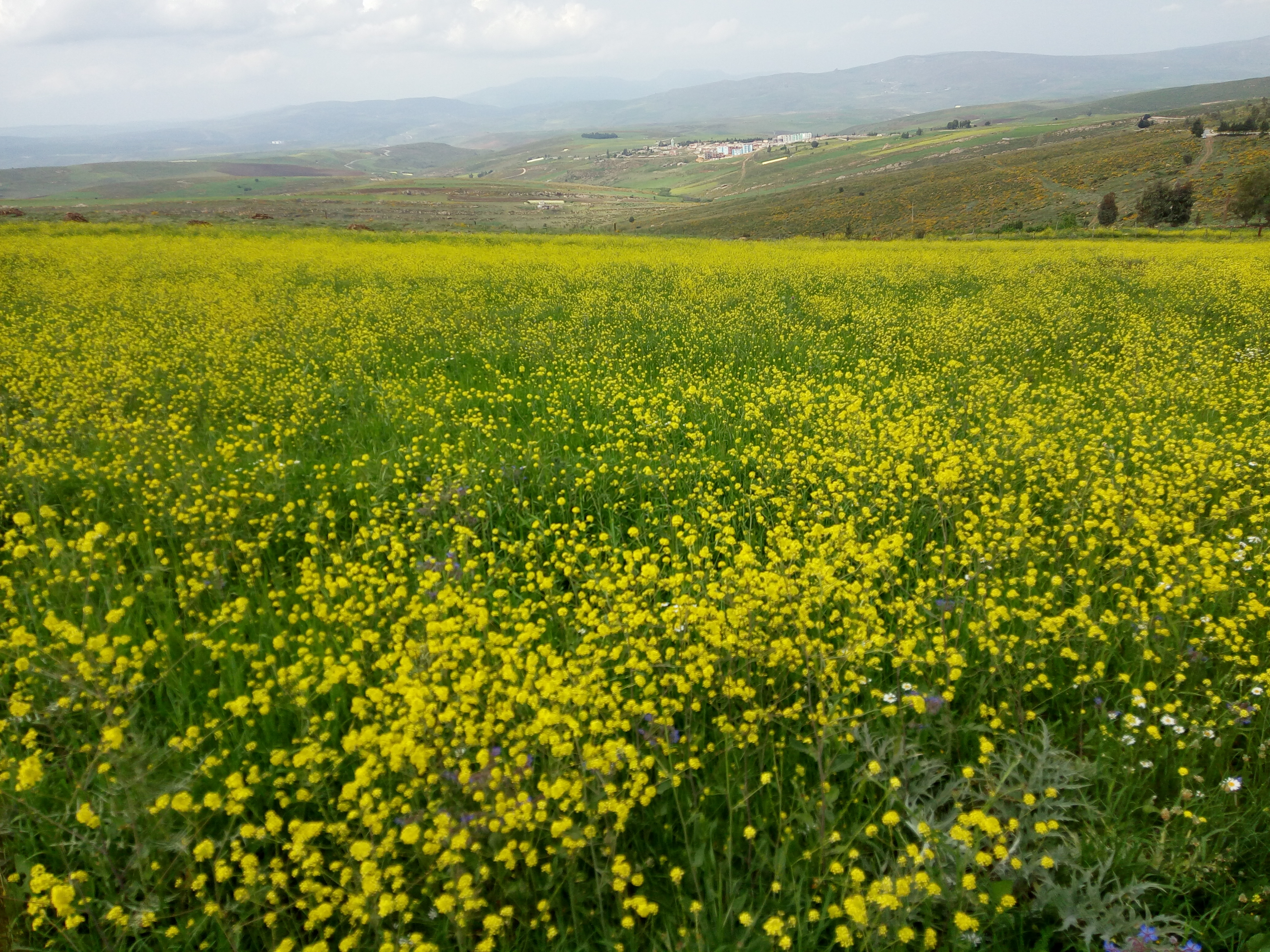
عين الراڨدة

يمكن تقسيم تراب الولاية إلى 04 مناطق هي:
- منطقة قالمة: وتمثل أساسا حوض سيبوس الممتد من بوهمدان غربا إلى بوشقوف شرقا، وتتمتع هذه المنطقة بتساقط أمطار هام يفوق 600 ملم في السنة وتحتوي على محيط سقي جد هام (9000) هكتار وبها مساحات غابية هامة.
- منطقة بوشقوف: وتتميز هذه المنطقة بتضاريس جبلية) 75 % (وهي كذلك يقطعها وادي سيبوس ويمسها محيط السقي. وتتميز كذلك بإمكانيات غابية هامة) جبال بني صالح الغنية بالفلين.
- منطقة وادي الزناتي: وتتميز بما يسمى بالسهول الـداخلية الغنية والمعروفة بزراعة الحبوب (قمح وادي الزناتي) وإنتاج اللحوم، غير أن المنطقة تسجل تساقط أمطار أقل من المعدل الذي تسجله منطقة قالمة.
- منطقة تاملوكة: وتمثل امتدادا لمنطقة وادي الزناتي غير أنها تميل أكثر إلى الداخل وتشتهر بزراعة الحبوب وتربية الأغنام، ونسجل بأن سهل تاملوكة يعتبر من أكبر السهول التي تتميز بها ولاية قالمة. وقد تم إنجاز بعين مخلوف سد بقدرة 2.86 هكتولتر موجه لسقي مساحة 500 هكتار بالمنطقة.

أهم السلاسل الجبلية: تتمتع ولاية قالمة بأربعة سلاسل جبلية هامة بها مساحات غابية معتبرة خاصة غابات الفلين وهي جبال بني صالح بالشمال الشرقي، جبل ماونة المطل على مدينة قالمة، سلسلة جبل مرمورة ببوهمدان وسلسلة جبل هوارة. ونسجل بأن هذه السلاسل الجبلية بها إمكانيات هامة فيما يخص الفلاحة الجبلية وإستصلاح الأراضي.

### جبال الولاية
أكبر الجبال جبال ماونة الشاهقة وجبال بني صالح وجبال هوارة وجبال دباغ وجبال اعنونة وبايبو ببلدية سلاوة عنونة ومن أهمهم جبل ماونة والذي يعتبر معلم من معالم المدينة بحيث بنيت مدينة قالمة على سفحه.

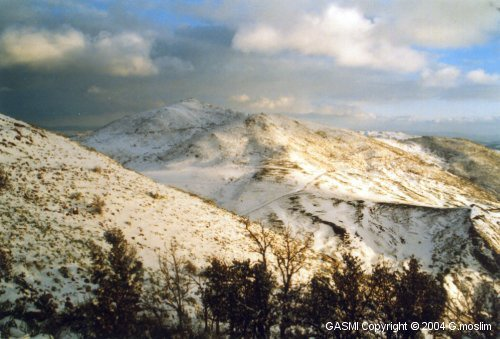
جبل ماونة
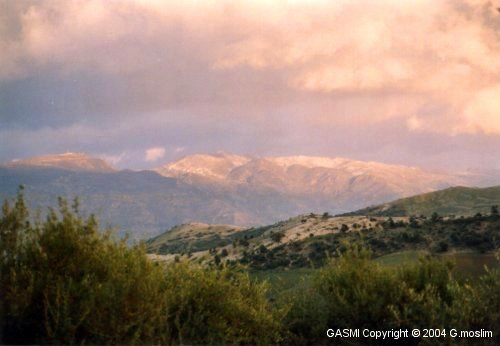
جبل ماونة
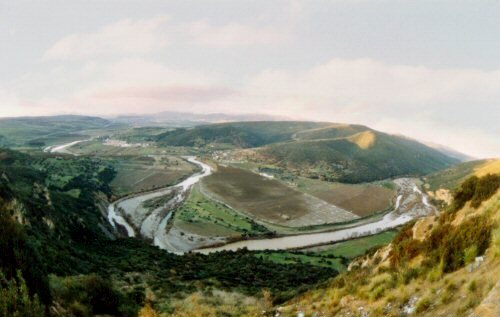
وادي سيبوس
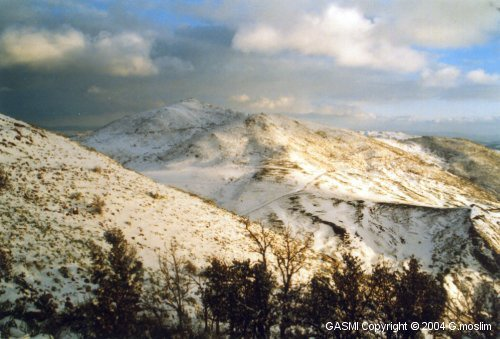
جبل ماونة بقالمة

### أهم الوديان
- وادي سيبوس: ويمتد من مجاز عمار أين يلتقي وادي بوهمدان مع وادي الشارف ويقطع تراب الولاية على مسافة عن 50 كلم وهو يعبر تراب ولايتي الطارف وعنابة قبل أن يصب في البحر الأبيض المتوسط. ويصل معدل غزارته إلى 408 مليون متر مكعب سنويا بمحطة بوذروة ببلدية وادي فراغة.
- وادي بوهمدان: ويأتي منبعه من تراب بوهمدان بغرب الولاية وقد تم إنجاز سد بوهمدان (220 مليون متر مكعب) على مجراه غرب بلدية حمام دباغ. ويقدر معدل غزارته بحوالي 96 مليون متر مكعب سنويا بمحطة مجاز عمار.
- وادي المالح: وياخذ منبعه بالجنوب الشرقي لتراب الولاية ويقطع بلديات مجاز الصفاء وبوشقوف ويسجل معدل غزارة يقدر بحوالي 151 مليون متر مكعب بمحطة بوشقوف.
- وادي الشارف: ويأخذ منبعه من الجهة الجنوبية للولاية (بتراب سدراتة) ويصب بمجاز عمار أين يلتقي مع وادي بوهمدان ليشكلا وادي سيبوس. وتقدر غزارته بـ 107 مليون متر مكعب سنويا.

## تطور الولاية

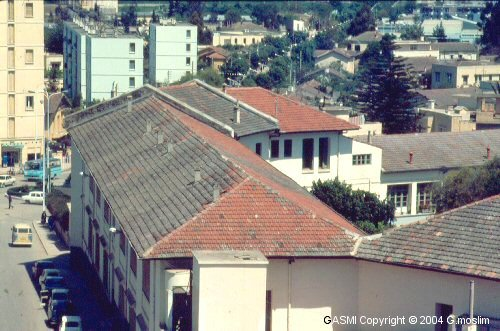
مدينة قالمة.
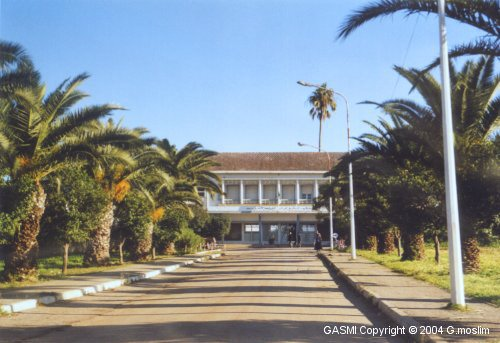
قالمة: مدرسة.

تعتبر ولاية قالمة من أقدم المدن الجزائرية لاحتوائها على عدة معالم تاريخية ونذكر في سبيل المثال المسرح الروماني والثكنة العسكرية.. إلخ. وبهذا تعتبر مدينة قالمة من أكبر المدن الجزائرية لاحتوائها على عدد كبير من السكان أي نصف مليون وكذلك افتتاح مصانع عملاقة كمركب الفسفاط والذي يعتبر أكبر مركب في المغرب العربي وشمال أفريقيا وافتتاح مناجم حمام النبائل وتشغيل السكة الحديدية ودخول متعاملين جدد في المدينة وخاصة في النقل الحضري والعمومي للمدينة وبناء منطقة سكنية ب 63 ألف سكن.

## السكان

### هرم سكاني للولاية حسب إحصاء سنة 2008
| ذكور   | فئة عمرية     | إناث   |
| ------ | ------------- | ------ |
| 909    | 85 سنة وأكثر  | 1٬117  |
| 1٬617  | 80 إلى 84 سنة | 1٬710  |
| 2٬894  | 75 إلى 79 سنة | 2٬906  |
| 3٬794  | 70 إلى 74 سنة | 4٬073  |
| 4٬959  | 65 إلى 69 سنة | 5٬115  |
| 5٬887  | 60 إلى 64 سنة | 5٬409  |
| 9٬109  | 55 إلى 59 سنة | 8٬285  |
| 11٬254 | 50 إلى 54سنة  | 10٬964 |
| 13٬300 | 45 إلى 49 سنة | 13٬821 |
| 15٬092 | 40 إلى 44 سنة | 15٬269 |
| 16٬550 | 35 إلى 39 سنة | 17٬208 |
| 19٬635 | 30 إلى 34 سنة | 20٬155 |
| 24٬822 | 25 إلى 29 سنة | 24٬545 |
| 26٬019 | 20 إلى 24 سنة | 25٬954 |
| 24٬878 | 15 إلى 19 سنة | 23٬909 |
| 21٬384 | 10 إلى 14 سنة | 20٬991 |
| 18٬678 | 5 إلى 9 سنوات | 17٬786 |
| 21٬593 | 0 إلى 4 سنوات | 20٬730 |
| 55     | غير معروف     | 51     |

## الولاة
تعاقب العديد من الولاة على ولاية قالمة منذ إنشائها في 02 جويلية 1974م من خلال المرسوم التنفيذي رقم 74-69
قائمة الولاة للولاية بالترتيب:
- أحمد الغازي
- عبد الرحمان بوعزيز
- زكري الحاج زكري
- عبد الرحمان مزيان الشريف
- محمد موراح
- عبد الراشيد ڨرام
- مختار بن طالب
- بلقاسم حمدي
- العربي مرزوڨ
- فاطمة الزهرة رايس من (22 جويلية 2015) إلى غاية (أكتوبر 2018) أحيلت للتقاعد.
- كمال عبلة من (أكتوبر 2018) إلى غاية (31 أوت 2020) حول لشغل نفس المنصب بولاية سطيف.
- كمال الدين كربوش حول لشغل نفس الكنصب بولاية بجاية
- لبيبة ويناز
- حورية عقون

## التقسيم الإداري للولاية

### دوائر ولاية قالمة

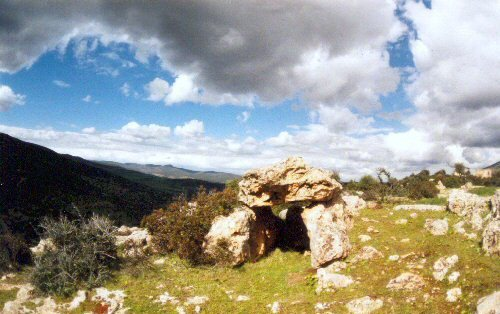
ركنية

تنقسم ولاية قالمة إلى 10 دوائر هي:
| - دائرة قلعة بوصبع - دائرة قالمة - دائرة هيليوبوليس - دائرة لخزارة - دائرة بوشقوف | - دائرة حمام النبائل - دائرة وادي الزناتي - دائرة عين مخلوف - دائرة حمام دباغ - دائرة هواري بومدين |

### بلديات ولاية قالمة

بلديات الولاية

وتنقسم ولاية قالمة إلى 34 بلدية هي:
| - قالمة - قلعة بوصبع - بومهرة أحمد (بلدية) - جبالة لخميسي - الفجوج - بن جراح - بلخير - بوعاتي محمود - هيليوبوليس - نشامية | - بني مزلين - لخزارة - بوشقوف - مجاز الصفاء - حمام النبائل - بلدية وادي الشحم - الدهوارة - عين بن بيضاء - وادي فراغة - عين صندل | - بوحشانة - وادي الزناتي - راس العقبة - عين رقادة - بوحمدان - برج صباط - الركنية - سلاوة عنونة - عين مخلوف - تاملوكة | - حمام دباغ - مجاز عمار - عين العربي - هواري بومدين |

## التاريخ

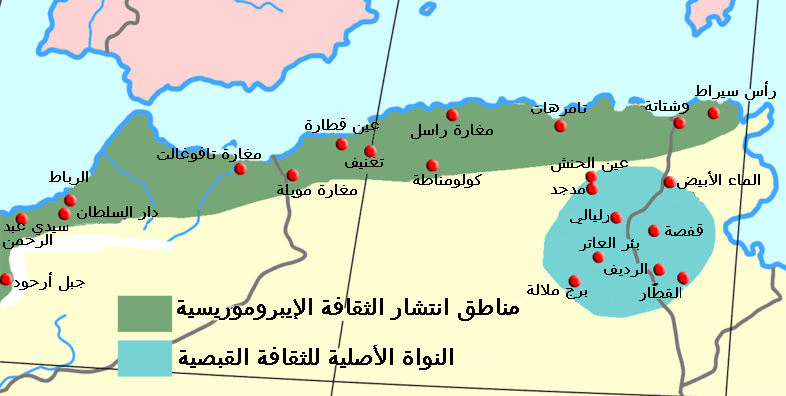
مناطق انتشار الحضارة العاترية والحضارة القفصية

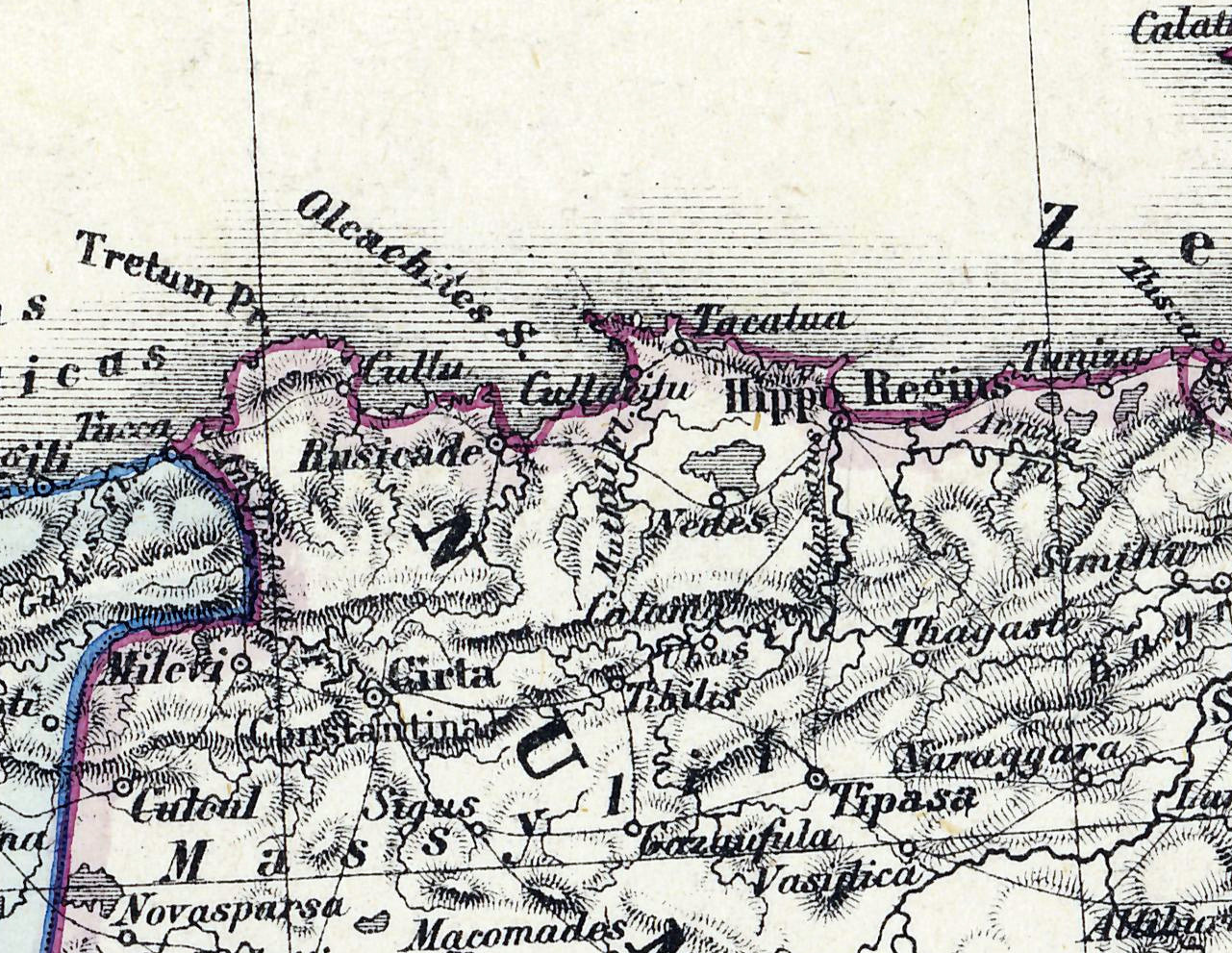
خريطة رومانية قديمة تبين موقع كلاما

تعتبر ولاية قالمة منطقة فلاحية رعوية بامتياز، استقر فيها الإنسان منذ فجر التاريخ، كما تشهد على ذلك الكثير من الأدوات والكتابات الليبية والنصب الجنائزية التي عثر عليها علماء الآثار، وتشكل كلاما العتيقة مع هيبون، طاغاست وسيرتا بصفة مؤكدة مركز عمران للحضارة النوميدية خلال الألفية الأولى قبل الميلاد، الشيء الذي جعل الفينيقيين يستقرون بها تدريجيا جاعلين منها ومن منطقتها موقعا جد مرغوب، مما لستدعى إنشاء حاميات وتحصينات، كانت (كلاما)، بحكم موقعها في قلب نوميديا الشرقية ومملكة (ماسي) التي كانت تغطي آنذاك الشمال القسنطيني، شاهدا على الحروب البونية بين روما وقرطاج للسيطرة على المنطقة، ويروى أن الملك البربري يوغرطة خاض معركة وانتصر فيها على الجنرال الروماني (بوستينيس Postinius) غير بعيد عن أسوارها في منطقة عين نشمة، ومع مطلع القرن الأول من عصرنا، أصبحت كلاما ملكية رومانية مزدهرة، كمستلحقة في أول الأمر ثم كمستعمرة بعد ذلك، لتشكل مع هيبون (عنابة) وسيفيست تحت حكم (سيفار Sévère) خزاني الحبوب الرئيسيين للإمبراطورية، ويشهد مسرحها الذي يتسع لـ 4500 مكان والذي يعتبر أحد أكبر المسارح الرومانية والأكثر محافظة عليها في شمال أفريقيا، على مكانتها كقطب للتبادل والاقتصاد، وبتموقعها على مفترق الطرق الإستراتيجي في مركز روسيكادا سكيكدة العتيقة طاغاست، هيبون و(تيفاست) تبسة، وكلها قلاع قرطاجية قديمة، أرتقت (كلاما) إلى مصاف قلعة ثقافية تقاسمتها معها طاغاست، خلال بروز ثم سيطرة المسيحية، إرتقت (كلاما) إلى رتبة أسقفية، مشكلة جزءا من المقاطعة الكهنوتية لنوميديا تحت سلطة الأسقف (بوسيديس Possidius)، ومع مجيء الوندال في 431 ميلادية، لجأ بوسيديس إلى هيبون لتسقط (كلاما) في عهد الإمبراطور (جنزيريك Genséric)، قبل أن تستعيدها بيزنطة في إطار إعادة غزو شمال أفريقيا من طرف الجنرال (سولومون) (solomon) تحت حكم جوستين (justinien) والذي أعطاها مركزا قويا،
شهدت كلاما فترة من الركود قبل أن تتعرض للموجات الأولى للفتح الإسلامي في القرن الثامن (8) ميلادي، ومع مطلع القرن الحادي عشر (11) بدأ توافد الهلاليين (نسبة إلى بنو هلال (قبيلة)) حيث شكلت إحدى وجهاتهم حسب ما يرويه ابن خلدون، ويعود الفضل للفاطميين ثم الزيريين في استرجاع كلاما لمكانتها كمركز إشعاع ثقافي واقتصادي، وبداية من القرن الثاني عشر تحت الحكم العثماني أصبحت قالمة بمثابة مأوى للعابرين، وفقدت بذلك من أهميتها، وشهدت ركودا استمر إلى غاية الاحتلال الفرنسي.

### الاستعمار الفرنسي

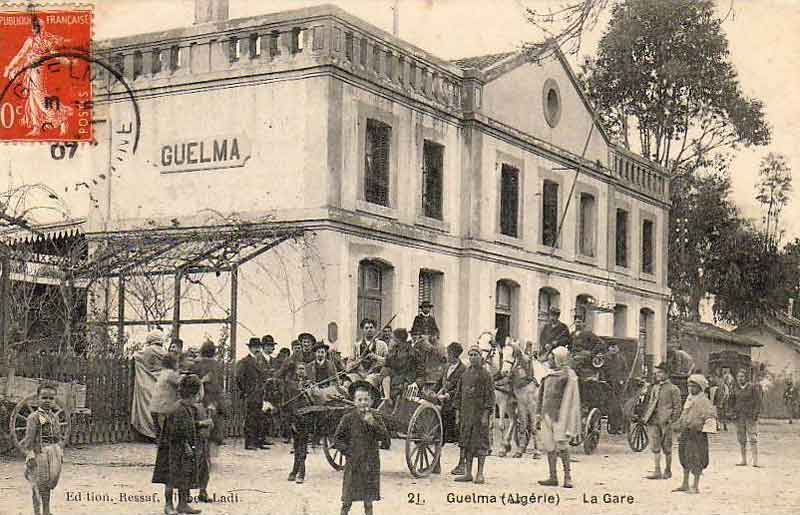
محطة قطار قالمة.
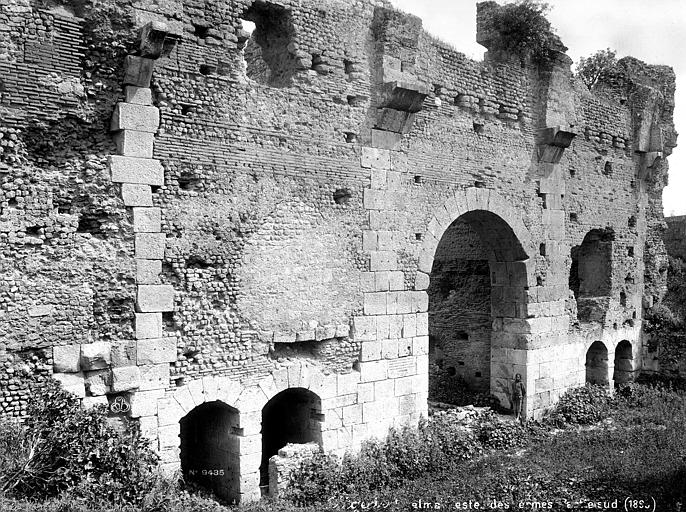
الثكنة قالمة.
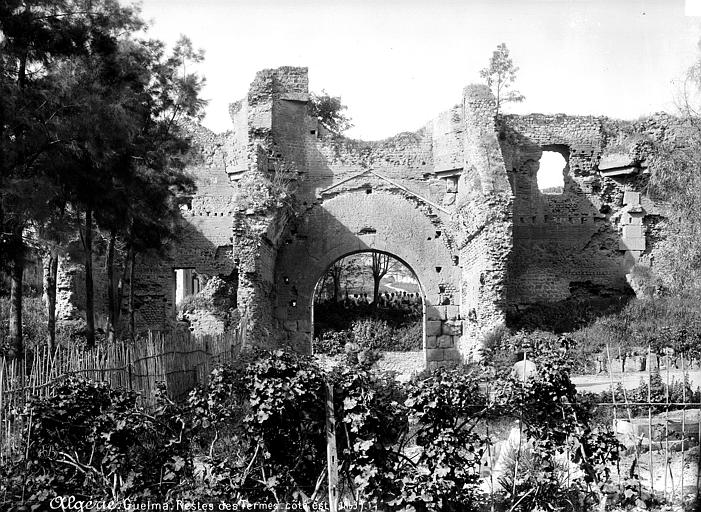
قالمة
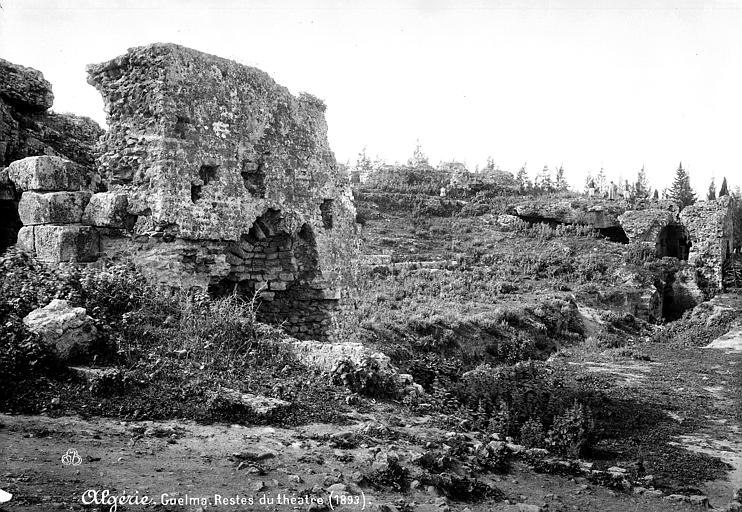
قالمة
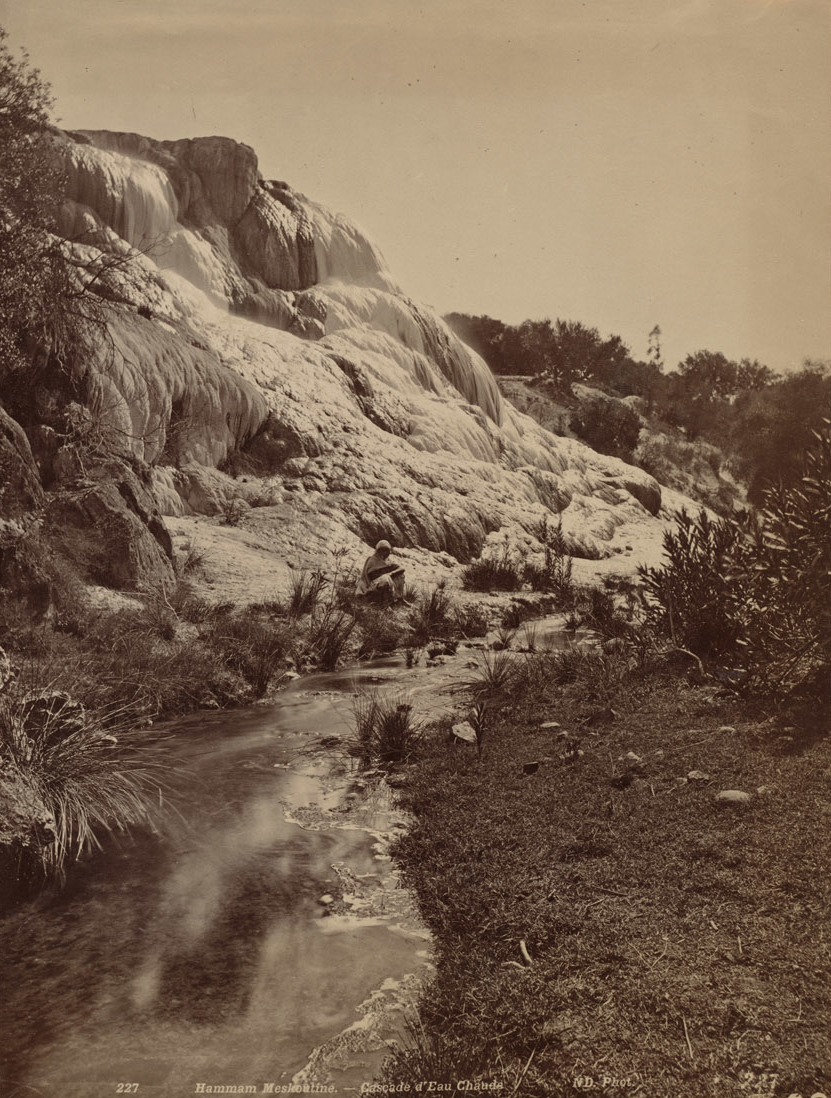
حمام المسخطين
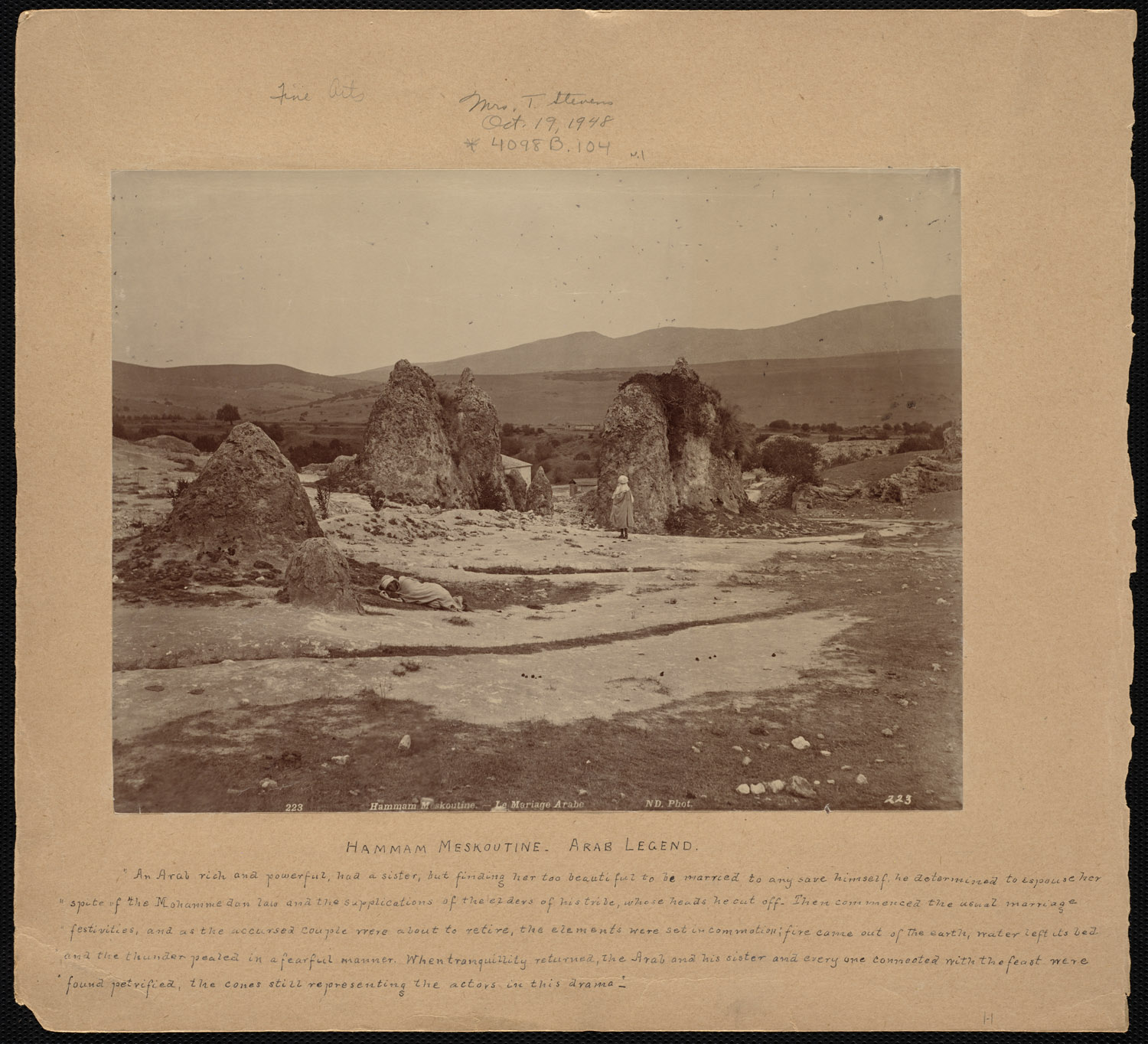
حمام المسخطين

في سنة 1834م وقعت قالمة تحت الاحتلال الفرنسي ونظرا لأهميتها الإستراتيجية، بدأت عملية إعادة بنائها على مجموع الموقع العتيق فأحيطت بسور تخترقه خمسة أبواب وبقي الحصن مطابقا للنطاق البيزنطي، ومنذ ذلك لم تهدأ المنطقة عن مقاومة الاحتلال، فمن القائد الكبلوتي بن الطاهر من قبيلة الحنانشة (سوق أهراس)، وهو أحد أجداد كاتب ياسين، إلى أحمد الشابي بن على المدعو أحمد الروشي، شهدت ولاية قالمة معارك عديدة أبرزها معركة البسباسة (الدهوراة) بتاريخ 06 مارس 1956 ومعركة أم النسور بجبل ماونة بتاريخ 24 جانفي 1958، معركة مرمورة 28 ماي 1958، ومن أهم المعارك الأخرى معركة غار الدحرج، معركة قلعة دباغ 1956، معركة بني عدي بجبل دباغ 1956، معركة كاف إبراهي (بوجدر) 1956، معركة مشتة بلحاف 1961، معركة دوار القرار 1961، اشتباك جبل دباغ 1962 قائدها بوبيدي عبد الله وغيرها من المعارك الأخرى، وعرفت المقاومة بالمنطقة أيام عزها بمناسبة انتفاضة 8 ماي 1945، التي شهدت مجازر بشعة في حق الجالية المسلمة المتظاهرة سلميا، عشرة سنوات من بعد، أعتمدت النخبة الوطنية التي فجرت ثورة التحرير في أول نوفمبر 1954 على المنطقة وجعلت منها عرينا لأبطال أقضّوا مضاجع فرنسا المستعمرة، وتميزت خصوصا بالدور البارز الذي لعبته في توصيل السلاح انطلاقا من القاعدة الشرقية بتونس وعبور عناصر جيش التحرير الوطني، ويكفيها شرفا أن أرضها كانت مسرحا لمعارك بطولية خالدة ما زالت آثارها بادية للعيان إلى يومنا هذا، وأنها أنجبت رجالا أفذاذا مثل سويداني بوجمعة ورجل الدولة هواري بومدين (محمد بوخروبة)، وأنها ارتوت في يوم شهادة بدم رجل اسمه باجي مختار، وإذا كتب لقالمة أن تنطق يوما فستقول: كنت أرض معارك وشرف على مدى العصور، ومياه سيبوس مخضبة بمياه أبطالي... عشت الحروب البونية، عرفت الاحتلال الروماني، وعايشت بيزنطة قبل أن أعانق الصحوة الروحية الإسلامية، الناحية العسكرية الثانية، الفخورة بشهدائها ومجاهديها، والتي ميزت تاريخ المقاومة الجزائرية، من خلال عديد المحطات التاريخية الهامة، لا سيما 08 ماي 1945، وهو التاريخ الراسخ في الأذهان، بالنظر إلى المجازر البشعة المقترفة في حق جزائريي قالمة وغيرها من ولايات الوطن، وقد تميزت هذه الولاية بدورها الكبير في اندلاع الثورة التحريرية المجيدة وكذا في التموين بالأسلحة والتنسيق مع مجاهدي الجبهة الشرقية وأولئك في المهجر انطلاقا من دولة تونس.

### مجازر 8 ماي 1945
قالمة تحصي أكثر من 18 ألف شهيد في (مجازر 8 ماي 1945)،  أكثر من 18 ألف شهيد هي الحصيلة التقريبية لعدد الجزائريين الذين ذهبوا ضحية المجازر البشعة التي ارتكبها الاستعمار الفرنسي في أحداث 8 ماي 1945 بولاية قالمة وحدها، واحدة هي أن المجازر المرتكبة من طرف الاستعمار بسطيف وقالمة وخراطة هي جرائم حرب وانتهاك صارخ لحقوق الإنسان، ومن بين المواقع الشاهدة على بشاعة تلك المجازر تعتبر الثكنة القديمة بوسط مدينة قالمة أول انزلاق حقيقي لبوليس المستعمر في عملية التصفية الجماعية لنشطاء الحركة الوطنية وكان ذلك يوم 11 ماي 45 حيث تم إعدام جماعي ل9 مواطنين شاركوا في مسيرة 8 ماي.
وتشير وثيقة رسمية عبارة عن مراسلة من قائد الفرقة المتنقلة بقالمة المدعو «بويسون» بعث بها إلى مدير الأمن العام للجزائر يوم 23 ماي 1945 ليخبره بأن عملية إعدام المشاركين في المسيرة قد تم رمياً بالرصاص ويتعلق الأمر بالشهداء ورتسي مبروك وسماعيل عبده وأخوه علي وشرفي مسعود وبن صويلح عبد الكريم ودواورية حميد إضافة إلى بلعزوق محمد وأومرزوق محمد.
ويتذكر الذين شاركوا في مسيرة يوم الثلاثاء 5 ماي 45 بمدينة قالمة ومنهم عبد الله يلس الذي كان حينها في يبلغ 20 سنة بأنهم تلقوا أوامر من حزب الشعب تقضي بضرورة تنظيم مسيرة سلمية انطلاقا من منطقة الكرمات وهي المسيرة التي انطلقت بين الرابعة والخامسة مساء وضمت قرابة 3 آلاف مواطن من قالمة وبعض المناطق المجاورة بحكم أن ذلك اليوم تزامن مع السوق الأسبوعية.

### مرحلة الاستقلال

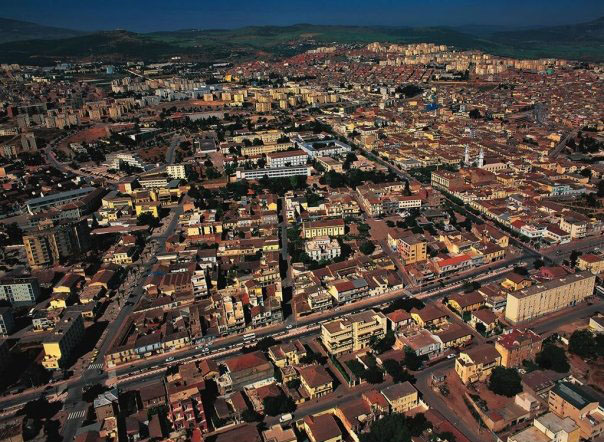
منظر جوي على مدينة قالمة.

عرفت مدينة قالمة توسعا عمرانيا كبيرا خلال فترة الاستقلال مع نمو اقتصادي واجتماعي كبير، حيث تمت ترقيتها إلى مقر ولاية سنة 1974، حققت إنجازات هائلة في ظرف وجيز والعديد من المنشآت الصحية والتربوية، وكذا إنجاز بنية تحتية هامة في جميع القطاعات، واحتضانها للعديد من التظاهرات الثقافية والرياضية على المستوى الجهوي والوطني، علما أن المدينة تدرس مشاريع كبرى أخرى لإنجازها مثل مركب سياحي ضخم، ترامواي، تلفريك، ملعب كرة قدم جديد، مركز رياضي بمقاييس عالمية، وقد عرفت ولاية قالمة منذ سنة 1999، قفزة هامة في مجال التنمية المحلية، حيث تبرز المؤشرات التنموية لهذه الولاية الديناميكية المستمرة، والتي يتم تدعيمها دون هوادة، فعلى سبيل المثال، انتقلت نسبة التموين بالماء الشروب من 89% سنة 1999 إلى 98 % في أواخر 2015، مع تسجيل تموين يومي مقدر ب 135 لتر في اليوم مقارنة ب 98 لتر في اليوم في سنة 1999. من جهته، سجل التموين بالطاقة ارتفاعا محسوسا، حيث انتقل من 84% إلى 98% بالنسبة للطاقة الكهربائية، ومن 34 % إلى 68% بالنسبة للغاز الطبيعي. فيما سجلت حظيرة السكن ارتفاعا هاما حيث سجلت الولاية عدد إجماليا للسكن مقدرا ب 129.173 سكن أواخر 2015، مقارنة ب 69.041 سكن في سنة 1999.

## السياحة
تعد ولاية قالمة وجهة مفضلة لكثير من السياح المحليين والأجانب من محبي السياحة الحموية والطبيعية والأثرية خاصة في فصلي الشتاء والربيع، كما تتعزز المكانة السياحية للمنطقة من سنة إلى أخرى بفضل التطور الكبير الذي تشهده في مجال المرافق وهياكل الاستقبال وهي تلك المؤهلات والمزايا الجغرافية والتاريخية والطبيعية المدعومة بتوفر المرافق والظروف الأمنية وهي العوامل التي حولتها إلى قطب سياحي متكامل يزاوج فيه الزائرون بين العلاج لبعض الأمراض ومتعة الترويح عن النفس والغوص في أعماق الأمم الغابرة التي مرت على المنطقة، دون أن ننسى الثروة الطبيعية التي تتوفر عليها الولاية حيث تم مؤخرا فتح غابة للتسلية بين بلديتي بلخير وبومهرة أحمد، إضافة إلى غابة الأستجمام بمنطقة عين الصفراء بجبال ماونة الشهيرة وتتربع على 20 هكتارا أقيمت بها كل الهياكل والمرافق الخاصة بالرياضة وفضاءات اللعب والراحة وذلك ضمن مشروع أشرفت عليه محافظة الغابات التي برمجت عمليتين مماثلتين بلديتي وادي الزناتي وبوشقوف، مخيم الشباب المنجز بمنطقة ماونة على ارتفاع 1100 متر على سطح البحر بقدرة أستيعاب تصل إلى 300 سرير قابلة للزيادة، وقد تم مؤخرا تثمين الموقعين الطبيعيين وهما غار جماعة بجبل طاية ببلدية بوهمدان وكذا البحيرة التحتية لبئر بن عصمان ناحية حمام دباغ.
ولاية قالمة سياحيا بأمتياز، بفضل مواقعها الأثرية، معالمها التاريخية ومختلف منابعها المعدنية ذات الخصائص العلاجية، وتمكن كل هذه المؤهلات الولاية لتصبح وجهة للسياحة المعدنية والطبية وبعض نشاطات الصيد والأستكشاف.
توجد 3 مناطق للتوسع السياحي في مرباغ وبابا علي وعين العربي إلى جانب تهيئة حمامات معدنية وحموية وإنجاز مواقع سياحية بأبن نعمان وتهيئة بحيرة موقع الشلالة «المسخوطين» سابقا.

### الفنادق
- فندق بوشهرين
- فندق البركة
- فندق النجمة
- فندق بن ناجي
- فندق هوارة
- فندق الشرق
- فندق مرمورة

### الحمامات بقالمة

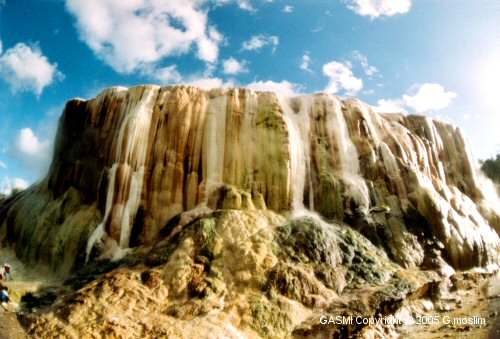
حمام شلالة
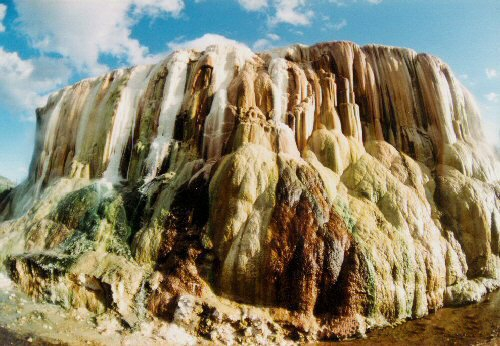
حمام شلالة
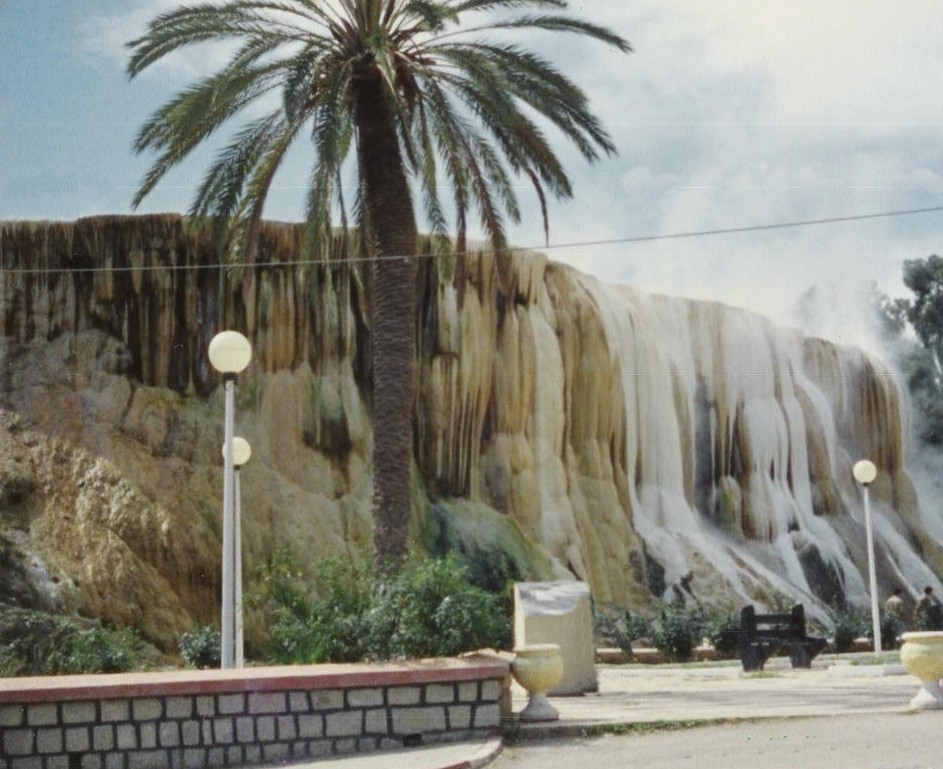
حمام شلالة
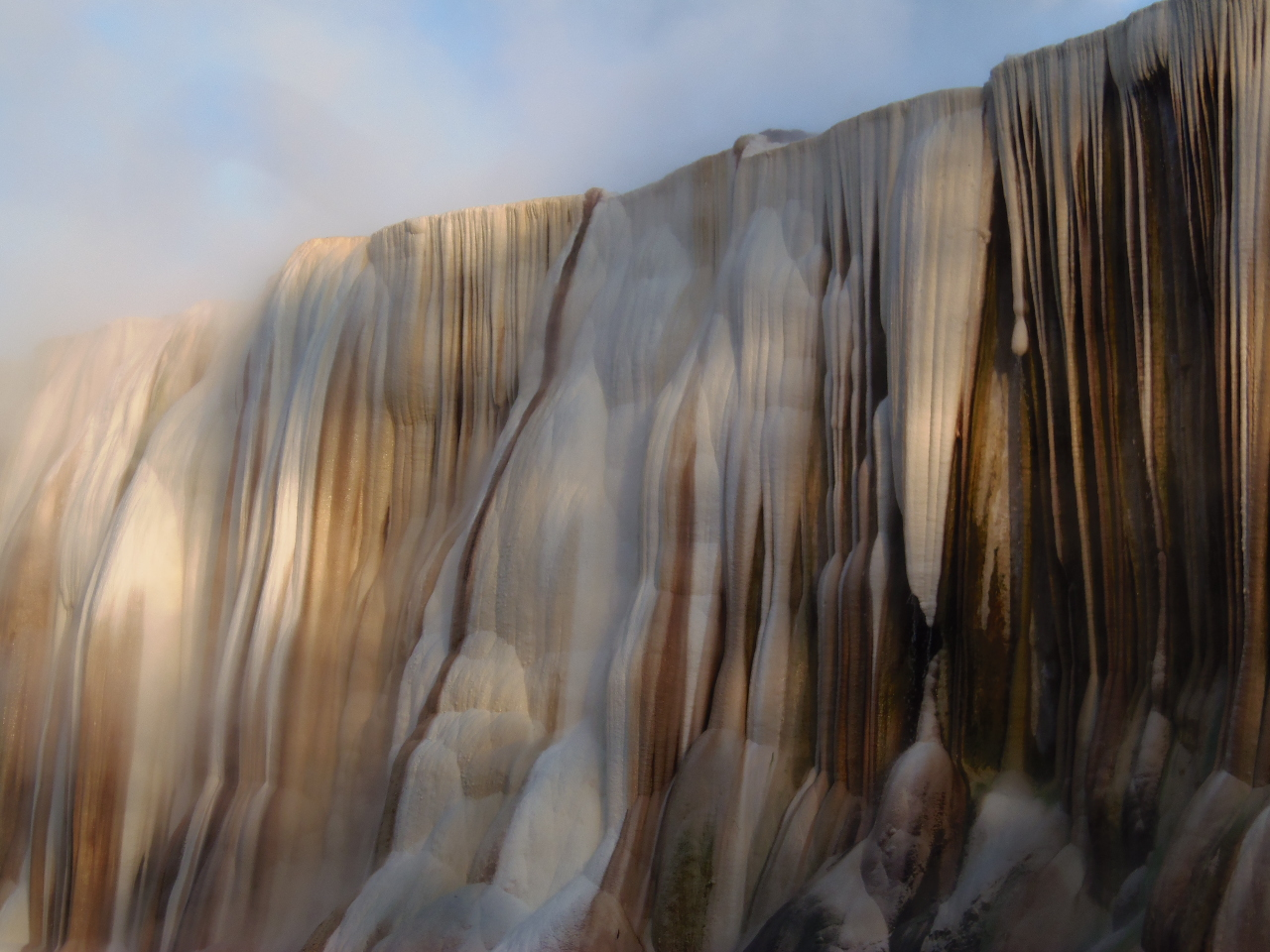
حمام شلالة

| - مركب الشلالة المعدني - مركب البركة المعدني - مركب بوشهرين المعدني - مركب حمام النبائل المعدني - مركب أولاد علي | - مركب بن طاهر - مركب بن ناجي - مركب بن قرفة - مركب عين العربي |

ويوجد بمنطقة لاية قالمة أماكن مشهورة بمناظرها الخلابة ووديانها السائلة في هدوء حيث تعطينا رنة موسيقية، كما يوجد بها أرياف ذات أراضي خصبة مما يزيد من جمال طبيعتها.

### المسرح الروماني

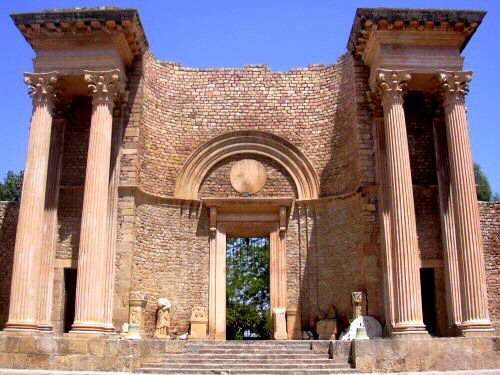
المسرح الروماني لمدينة قالمة
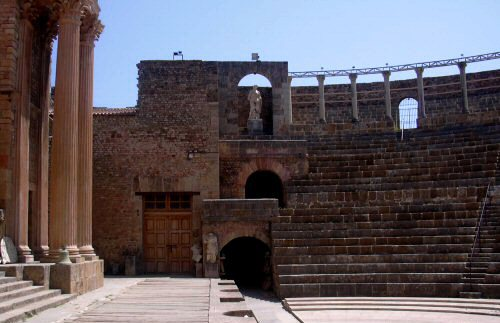
المسرح الروماني لمدينة قالمة
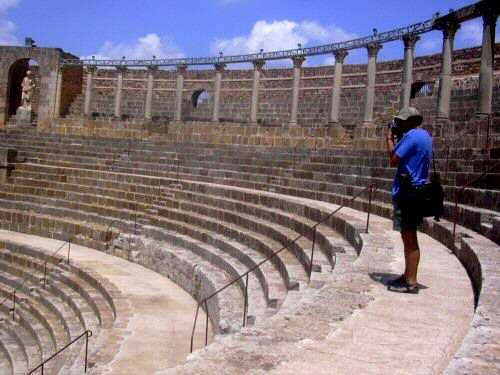
المسرح الروماني لمدينة قالمة
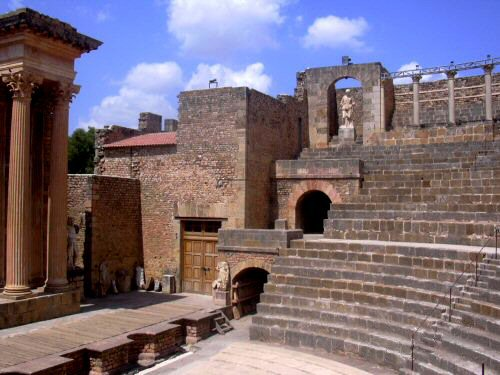
المسرح الروماني لمدينة قالمة
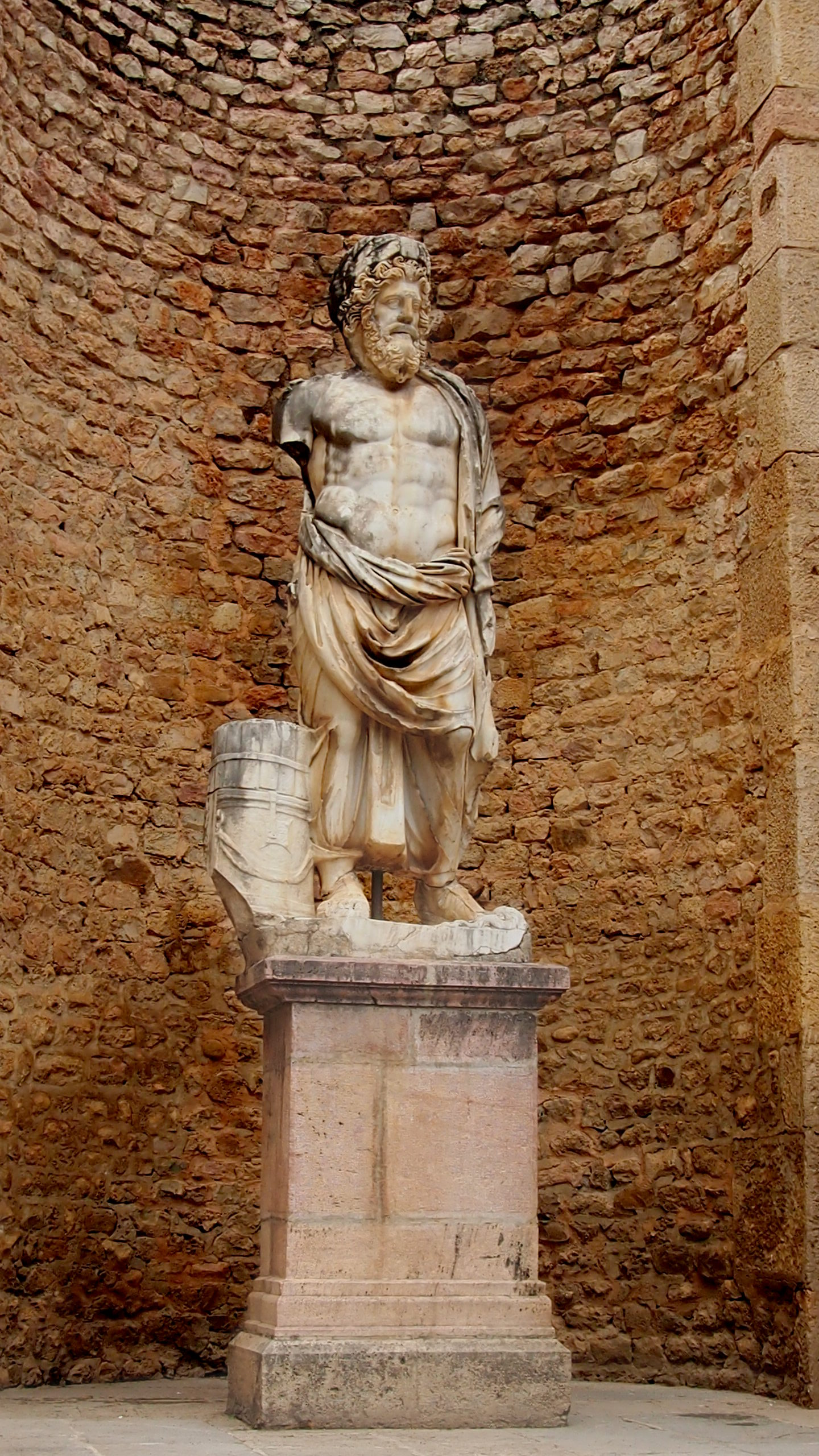
المسرح الروماني لمدينة قالمة

يحاكي المسرح الروماني الواقع بوسط مدينة قالمة، تاريخ الحقبة الرومانية نوميديا، هذا المسرح الذي شيد في الفترة ما بين 193 إلى 211 ميلادي، وإن كان ما يعادل 60 في المائة من جسمه أعيد بناؤه بعدما كان مردوما تحت التراب في عملية مسح للأراضي عام 1842 من طرف الاحتلال الفرنسي، ورغم فقدانه بعض ميزاته العمرانية الأصلية جراء إعادة البناء والترميم على شاكلة مسارح إيطاليا فهو يشكل بامتياز الولاية.
- معلم يحاكي عراقة مدينة كان المسرح عرف عدة ترميمات، بعدما تم اكتشافه 1842، أين تم العثور عليه تحت الأرض، أثناء مسح الأراضي لتحديد الخريطة الجغرافية لـ«مالاكا» (قالمة في عهد الرومان)، تم اكتشاف بقايا آثار رومانية، وتم القيام بدراسات وإجراءات قانونية أشرف على الترميم (شارل ألبرت جولي)، وأستشهد بطريقة بناء المسارح الرومانية على مستوى أيطاليا، وأعاد بناء وليس ترميم بحوالي 60 بالمائة من المسرح، الجدار الخلفي والأعمدة كلها ليست أصلية، في حين أن التماثيل المتواجدة أصلية، أما الأصلي من المسرح القائم حاليا فهي المناطق القاتمة أو المائلة للسواد المقابلة للداخل على مستوى المدرج، وكذا النفق الصغير المار من هناك أو بالأصح النفقان المتقابلان على يمين وشمال المسرح، والمخصصة لبعض الآثار حاليا التي تعرض على مستواها، في حين أن الترميمات أنطلقت من 1901 إلى غاية 1918.
- طبقات للمتفرجين، الآثار متنوعة رغم أن تسميته المسرح الروماني كونه مع الوقت استعمل كمسرح ثم كمتحف، أي كل ما يخص الآثار تم محاولة جمعه هنا، لتسهيل المهمة على السياح، فهناك آثار لحقبة الاحتلال الفرنسي، قبلها آثار الفينيقيين والنوميديين، أما بالعودة للمتحف أو المسرح فهو يتكون من 3 أقسام، بداية من خشبة المسرح، ثم الأركسترا عبارة عن نصف دائرة وهي خاصة بمكان الفرقة، ثم المدرج الخاص بأستقبال المتفرجين، ومقسم لأقسام تكشف أن المتفرجين كانوا يركزون على الطبقية، المقدمة للنبلاء والفرسان والجنود، كطبقة لها سلطة في المجتمع، الثانية: مخصصة للبورجوازيين المالكين للمال، في حين تبقى الرتبة الـ3 للعامة.

ما يميز مسرح قالمة، هو الطبقة الـ4 والتي كانت تخصص للعبيد.
لاقورقون.. الجميلة التي تقطع يد الكاذب
المسرح بني في عهد (الإمبراطور سبتين سيفار)، وهو الإمبراطور الأول من ذوي الأصول الإفريقية، بني المسرح بالتحديد ما بين 193 و211 ميلادي، حيث تعود أصول الإمبراطور من لبدا «طرابلس» حاليا.
على يمين الداخل للمسرح يجد متحف التماثيل، يكمن عند المدخل النافورة العمومية، وهناك تفسير آخر تدعى «رأس الحقيقة»، في وقت الرومان يقال أنه يضع يدك في فم التمثال وتحكي القصة إذا كنت تروي الحقيقة ستخرج يدك سليمة، وإن كان العكس تقطع يدك، لأن «الرأس»، ترجع في الأصل لامرأة كانت راهبة في معبد إلهة الحرب والحكمة أثينا، وكذا صديقة لها، تسمى «لا قورقون ميدوس»، فائقة الجمال، بمرور الوقت حدثت حساسيات مع أثينا، رغم أن الأولى هي بشرية، فألقت عليها اللعنة، وتحولت إلى وحش وشعرها الطويل على شكل ثعابين متجهة للأعلى، وأصبح كل من يرى وجهها يتحول إلى حجر، ومنها تم نحتها على دروع الأباطرة كخنثى، قلادة تحميهم من العدو، كون من يراها يتحول إلى حجر أثناء المعركة، ويتحجر قبل قتل حامل الدرع. أثينا بدورها أخذت شكل رأسها وأستخدمت منه قلادة، تستعملها في الدرع بصفتها إلهة للحرب.
«إيكو» الحورية التي كانت تعطل زوجة «جوبتر»
- تمثال إله الآلهة «جوبتر»، عند الرومان وإله الأمطار والصواعق والرعود، أيضا موجود، يكشف أن بعض الآلهة متخصصة في أمر محدد في حين أخرى تمنح لها أكثر من وظيفة، منها جوبتر، بصفته كبير الآلهة، حيث يعتبر مرجعا لها، أساطيره كثيرة، منها «إيكو»، تترجم بكلمة «الصدى»، إلا أنها في الحقيقة حورية من حواري الجبل، تعرف بصوتها الشجي، وظيفتها كانت تعطيل زوجة جوبتر «جونو» والهائها عن اكتشاف نزواته، لكن بطول المدة أدركت جونو اللعبة، فلعنتها وأصبح صوتها يعود لها عندما تحاول الكلام، قبل أن يصل لجونو، أي تسمح صوتها دون أن يصل إلى مسامع جونو، وبالتالي لا يمكنها إلهاؤها، ولليوم عند الوقوف عند نقطة «الايكو» يرجع صوت المتكلم في شكل صدى.

إلهة الزراعة «سيراط» أيضا، ومن بين رموزها أنها تمسك فسيلة قمح أو بصل، وهي من بين الآلهة التي نجد تماثيلها دائما محتشمة، لأن الثقافة السائدة كانت أن الآلهة عراة أو نصف عراة، يعتبرون أن تجسيدهم على تلك الهيئة يدل على القوة، يمعنون في نحت العضلات، ويقولون ان الإله لا يملك عيوبا يستحي بها لتغطيتها، على خلاف البشر، على رأسها فينوس الهة الحب والجمال، من بين الرموز التابعة لها وردة أو حمامة أو مرآة، وهو ما يتبع له حاليا تسمية ماركات مواد التجميل، «فينوس أو دوف: أي الحمامة وهو الرمز التابع لها».
- تمثال هرقل: نصف الإله، ابن الإله (جوبتر) ووالدة من البشر، إلى جانبه يقبع تمثال القديس أوغسطين أصله من مادور، سوق أهراس ويمثل مكانة لدى الكنيسة لليوم، أنصاب الرخام تكشف مكانة موتاها بعد 19 قرنا، كما يحوي المتحف مجموعة من الأنصاب والأواني، بداية من الأنصاب الجنائزية، والتي يتبين أنها تختلف من حيث الشكل والنوع، فيما يتعلق بالمادة المصنوع منها تبعا لمكانة الشخصية الاجتماعية، النصب الجنائزي من الرخام الجيد يكشف عن شخصية مرموقة، والنصب كبير الحجم، ويكون النصب مقسما لـ3 أجزاء، الجزء الأعلى صورة تجسد المتوفي، فمثلا يتضح من خلال بعض الأنصاب المتواجدة صورتين بأعلى النصب الأولى واضحة المعالم والثانية لا، وهو ما يعني أن النصب حمل الصور في حياة الشخصين في الصورة حيث يكونان قريبين، مثلا زوج وزوجته، المتوفى يتم إكمال صورته والاسم واللقب، DMS، هو المختصر المكتوب على النصب الذي مررنا به وهو مختصر «لأرواح الأجداد المقدسة»، مع تحديد عمرها، بالسنين والأشهر والأيام.

وبالجهة المقابلة للنصب يتم تخصيصها للقرابين، ومنها يفهم أن صاحبة النصب الذي تفحصناه كانت تتقرب للآلهة أيام حياتها، كما يجسد صورة للملاك الحامي للشخص في شكل شعلة موجهة للأسفل وهو دلالة على الموت. الجهة الرابعة تخصص للأبواب والتي تمثل أبواب الجنة والنار، وهي الخاصة باعتقادات الأرواح، حيث يقولون أن الروح الخيرة تتجه للباب المفتوح الممثل للجنة، أما إن كانت روحا شريرة فستجد الأبواب موصدة وتبقى معلقة، يوجد مربع يمثل مذبحا للعائلة الأونستينسية، وهي عائلة بين قالمة وقسنطينة «واعنونة حاليا»، يحتوي المتحف تماثيل لأعضاء في مجلس الشيوخ، تبرز الفرق بين العضو من الأصول الأوروبية والآخر من الأصول الإفريقية، بناء على ملامح الوجه جبهة عريضة وشعر قصير، واختلاف في الأنف، في حين تسريحة الأوروبيين مختلفة، بخاصة اللحى التي كانوا معروفين بها، وإلى جانب مذبح الإله أطلس الذي عاقبه جوبتر بتقليص رتبته ومعاقبته بحمل قبة السماء، كان يخصص لتقديم القرابين للآلهة، عبارة عن أواني توضع فيها القرابين المقدمة، يجاوره إله التجارة ماركور بجوار قدمه اليمنى ديك دلالة على النهوض باكرا، وكذا صرة النقود، والأجنحة كدلالة على السفر الملازم للتجار دائما. ومن الأدوات نجد الساعة الشمسية لمعرفة الوقت، توضع في مكان ثابت ويتم الاعتماد على موقع الظل، حيث تتميز بخطين كل واحد منهما يمثل نصف ساعة، لاستكمال مدار الساعة وأداة لطحن الحبوب «مهراس».

### المناطق الأثرية والمعالم التاريخية
- مغارات جبل طاية بوحمدان
- المسبح الروماني هيليوبوليس
- بقايا حمامات رومانية قالمة
- مناصب حجرية ومغارات قبرية شمال (حمام المسخوطين) ركنية
- أطلال مدينة تيبيلس الرومانية بسلاوة عنونة.
- حمام دباغ مسخوطين
- موقع عين نشمة بن جراح
- موقع خنقة الحجار سلاوة عنونة
- مناصب حجرية بشنيور عين العربي
- موقع قالمة بوعطفان عين العربي
- كاف بوزيون زطارة القديمة بوحشانة
- زاوية الشيخ الحفناوي بديار بني مزلين
- - موقع سور الثكنة العسكرية قالمة

## أعلام
- إذاعة قالمة الجهوية
- البث الحي على النت : Guelma fm

كل أخبار الولاية على مدار الساعة

## التعليم
يوجد مراكز تعليمية على كافة المستويات من التعليم الابتدائي إلى غاية التعليم العالي أيضاً العديد من المدارس الخاصة.
- قطاع التربية الوطنية الذي يضم مجموعة من المؤسسات المدرسية منها 258 مدرسة ابتدائية، و86 إكمالية، و39 ثانوية.
- مركز التعليم عن بعد لولاية قالمة والذي يتبع لديوان الوطني للتعليم والتكوين عن بعد.
- قطب جامعي معتبر : تحتوي على سبعة كليات 22 قسم.
- جامعة قالمة، 8 ماي 1945.
- كليات للعلوم والتكنولوجيا
- كلية الرياضيات والمعلوماتية والعلوم المادية
- كلية الطبيعة وعلوم الحياة والأرض والكون
- كلية العلوم الاقتصاد والتجارة والإدارة
- كلية الحقوق والعلوم السياسية
- كلية العلوم الإنسانية والاجتماعية
- جامعة التكوين المتواصل (UFC).

### التكوين المهني
- المعهد الوطنى المتخصص في التكوين المهنى للتسيير (قدور جبابلة).
- مركز لتكوين المهني.
- قطاع التكوين والتعليم المهنيين بالولاية إلى 89 تخصصا في جميع أنواع وأنماط التكوين، عبر 14 مؤسسة تتمثل في 12 مركز تكوين وملحقة واحدة ومركز وطني متخصص.

## الثقافة
تعرف قالمة ببعض النشاطات الثقافية أبرزها: الموسيقى، الفن التشكيلي، المسرح. وقد سجلت حضورها في عدة تظاهرات ومهرجانات قيمة على المستوى الوطني، ومن أهم هذه الجمعيات والحركات الثقافية بقالمة : جمعية مالاكا للموسيقى العصرية، فرقة بدر وجمعية بلابل الأفراح للمالوف، بعض فرق العيساوة، جمعية هواري بومدين للمسرح، جمعية بصمات للفن التشكيلي، وقد كان لهذه الحركات والجمعيات شرف تمثيل قالمة في المحافل الوطنية والجهوية كما حظيت أيضا هذه المدينة بتنظيم البعض من التظاهرات الفنية نذكر على سبيل المثال:
- المهرجان السنوي للفنون التشكيلية.
- المهرجان الجهوي للمالوف.
- مهرجان مسرح الطفل.

وتعرف المنطقة أيضا ببعض النشاطات الأخرى كفن الخزف، الخياطة والحياكة التقليدية مثل (فن التارزي والمجبود، القفطان، الزرابي)، كما تزخر قالمة بعدة مساجد أهمها : مسجد العتيق.

### المراكز الثقافية
- دار الثقافة عبد المجيد لشافعى.
- المركز الثقافي شارع التطوع.
- المركز الثقافي الإسلامي.

### المسارح
- مسرح الجهوي قالمة (محمد التريكي)
- مسرح في الهواء الطلق بطاقة 5000 مقعد لفائدة قالمة.

### المتاحف
- متحف المجاهدين لولاية قالمة
- المنزل العائلي، مسقط الرئيس الراحل هواري بومدين بقالمة، ويعتبر متحف تاريخي.

### المكتبات
- المكتبة الرئيسية للمطالعة العمومية لولاية قالمة.

### كتب عن الولاية
بحث هام قام به الفرنسي روبرت توركان وأصدره في كتاب عام 1963 يحمل عنوان (كنز قالمة) والذي أشار فيه إلى وجود اكتشاف سنة 1846 وعثر فيه على نحو 4000 قطعة نقدية.

### الأسبوع الثقافي
الأسبوع الثقافي لقالمة في إطار التبادل الثقافي ما بين الولايات وضمن المهرجانات الثقافية المحلية للفنون والثقافات الشعبية التي تأتي تدعيما للتبادل الثقافي والفني بين الولايات، حيث تكون ولاية قالمة ضيفة على 48 ولاية على مدار السنة.

### المعارض والمهرجانات
تعرف ولاية قالمة ببعض النشاطات الثقافية أبرزها : الموسيقى، الفن التشكيلي، المسرح.
وقد سجلت حضورها في عدة تظاهرات ومهرجانات قيمة على المستوى الوطني، ومن أهم الحركات والبجمعيات الثقافية بقالمة :
- بعض فرق العيساوة.
- جمعية بصمات الفن التشكيلي.
- جمعية هواري بومدين للمسرح.
- جمعية مالاكا للموسيقة العصرية.
- المهرجان الوطني للموسيقى الحالية.
- فرقة بدر وجمعية بلابل الافراح للمالوف.

كذالك أحتضنت مدينة قالمة عدة مهرجانات منها:
- مهرجان مسرح الطفل.
- المهرجان الجهوي للمالوف.
- المهرجان السنوي للفن التشكيلي.

كذالك تعرف مدينة قالمة بعدة تقاليد كالخزف والخياطة والحياكة منها:
(فن التارزي والمجبود والقفطان وحياكة الزرابي)، ويعتبر نزيه برمضان أبن منطفة حمام الدباغ من المجتهدين فالميدان الثقافي لدوره الكبير في تنمية الثقافة ومساعدة الفرق الناشئة وساعد على تنصيب المهرجان الوطني للموسقى الحالية في مدينة قالمة بعتباره محافظا ومؤسس المهرجان.

## البنية التحتية

### شبكة الطرقات لولاية قالمة
- 05 فروع للأشغال العمومية
- 09 دور صيانة
- الهياكل الأساسية للطرق:
- الطرق الوطنية (كلم): 299.2
- الطرق الولائية (كلم): 421.05
- الطرق البلدية (كلم): 1.550.19
- 52 منشأة فنية على الطرق الوطنية
- منشأة فنية على الطرق الولائية 46
- منشأة فنية على الطرق البلدية 05

### محطة نقل المسافرين
مشروع إنجاز محطة نقل المسافرين بولاية قالمة يتربع على مساحة إجمالية مقدرة ب 25700 متر مربع وحددت مدة إنجازه ب 18 شهرا، محطتين واحدة تخص الحافلات والثانية خاصة بسيارات الأجرة وموقف لسيارات الزوار يتسع لأكثر من80 سيارة علاوة على محلات تجارية وخدماتية.

### مشاريع النقل
المشاريع التلفريك الذي كان من المفروض أن يربط بلدية بن جراح بعين الصفراء وكذا مشروع السكة الحديدية الذي يربط مدينة قالمة بمدينة الخروب.

## أهم مصانع الولاية
- مصنع الدراجات النارية والهوائية.
- مصنع السكر.
- مصنع الخزف.
- مصنع الطماطم.
- مصنع السميد.
- مصنع الحليب.
- مصنع الحليب بني فوغال.
- مصنع المشروبات الغازية.
- مصنع العصير الدجلة.
- مصنع الأكياس البلاستيكية.
- مصنع الاجر.
- مصنع البلاط 3.
- مركب الفسفاط.
- المحجرة اليابانية.
- شركة تعبئة المواد الغدائية.
- مصنع تنفية المياه.
- فرع من مصنع رويبة لتركيب الشاحنات.
- شركة سونطراك لبئر البترول.
- مناجم حمام النبائل (الأطلال).
- مناجم بوشقوف.
- الشركة الوطنية للقمح.
- الشركة الوطنية للخمائر.
- مصنع تنقية الخشب.
- مصنع الصافية للفرينة والحليب

## قطاع الصحة
هناك 06 مؤسسات أستشفائية كبرى، اثنان على مستوى عاصمة الولاية :
- مستشفى الحكيم عقبي. (قالمة)
- مستشفى الأم والطفل. (قالمة)
- مستشفى ابن زهر. (قالمة)
- مستشفى عين العربي.
- مستشفى وادي الزناتي.
- مستشفى بوشقوف.

وكذلك مؤسسات للصحة الجوارية بكل من مقر الولاية، كما نحصي عدة هياكل أخرى على مستوى إقليم الولاية، منها قاعات للعلاج وعدة عيادات متعددة الخدمات، إلى جانب الخواص كشريك في القطاع الصحي، نحصي أيضا عدد الأخصائيين الخواص، وعيادات الطب العام والصيادلة الخواص، وقاعات العلاج للشبه الطبي الخواص، وعيادات الأخصائيين النفسانيين...الخ.

## الزراعة

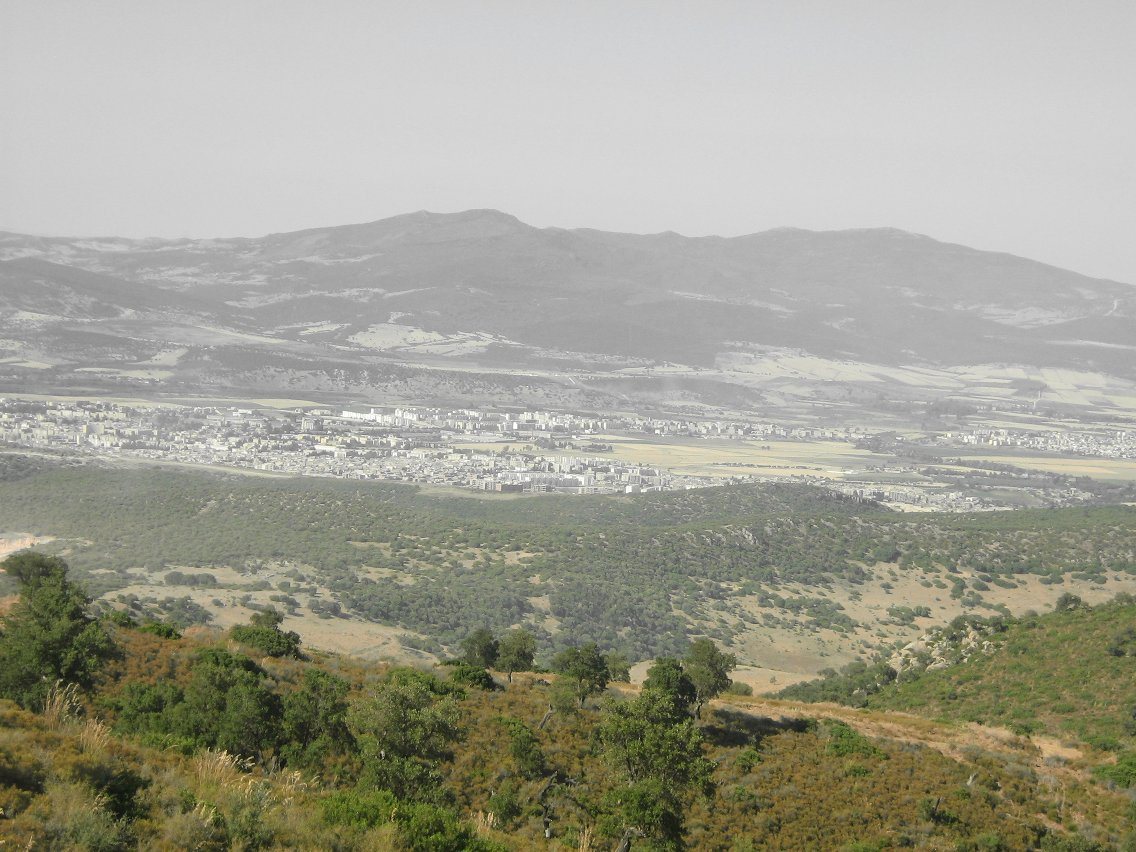
وادي قالمة يظهر جزئيًا منطقة قالمة الحضرية

حيث تتوفر الولاية على مساحة زراعية إجمالية تقدر ب 264.618 هكتار أي ما يمثل 71.77 %ومن المساحة الإجمالية، وهو ما يفتح مجالات أستثمارية مختلفة في زراعة الفواكه، الخضر، الحبوب وغيرها، وتتوفر ولاية قالمة حاليا على أكثر من من 2400 جرار فلاحي وأكثر من 5700 آلة حرث وبذر إلى جانب عتاد التسميد وآلات الحصاد، تشتهر ولاية قالمة بزراعة الطماطم وهي من أهم الولايات في مجال إنتاج الطماطم الصناعية حيث تم تحقيق إنتاج إجمالي وصل إلى مليوني و662 ألف قنطار من الطماطم الصناعية.

## الرياضة
ينشط في المدينة عدة أندية رياضية أبرزها نادي ترجي قالمة الذي ينتمي لدوري رابطة الهواة لكرة القدم وتنتشر في مدينة قالمة العديد من الرياضات منها: كرة السلة، كرة اليد وكرة القدم، كرة القدم داخل الصالات، والكرة الحديدية، فنون قتالية، الشطرنج، يوجد في المدينة مركب رياضي ملعب سويداني بوجمعة، يلعب فيه العديد من الأندية الرياضية منها :
ترجي قالمة يعد فريق من بين أعرق الفرق الجزائرية على المستوى الوطني حيث يعتبر من بين المدارس الرياضية العريقة سواء في المنطقة الشرقية أو على مستوى فرق النخبة سابقا لما كان ينشط في الوطني الأول في فترة الثمانينات خاصة.

## ترجي قالمة

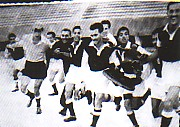
نادي ترجي قالمة سنة 1955

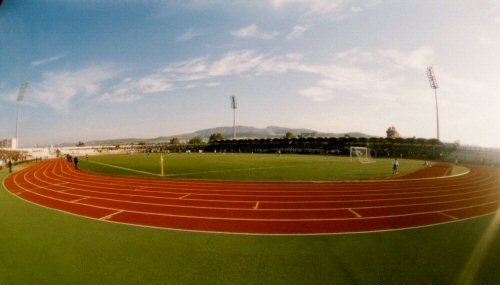
الملعب الألمبي لمدينة قالمة.

يعود تاريخ تأسيس فريق الترجي إلى سنة 11 مايو 1935 وكان من مؤسسي الفريق السادة : عيساني عمار وخوالدية حسين، بوكردين الطيب، بوكحول أحمد، إبراهيم صالح، زوارة صالح، خليفة صالح، جبار الشريف ورثي مبروك، عبدة عمر، وتسمى مدرسة الترجي القالمي بالسرب الأسود بألوان الأسود والأبيض، وقد حلق هذا الموسم عاليا وتمكن من خطف تأشيرة الصعود بكل جدارة وأستحقاق إلى قسم ما بين الرابطات رفقة الثنائي الآخر وفاق تبسة وأتحاد الحجار، بفضل مجهودات النادي من رئيس الفريق إلى الطاقم الفني إلى الأنصار الذين عادوا هذا الموسم إلى المدرجات بعد هجرها لمدة طويلة جدا، كذلك إلى الذين ساعدوا الفريق من قريب ومن بعيد، وكللت في الأخير بالصعود إلى قسم ما بين الرابطات.
مسيرة حافلة بالنجاح والتألق في فترة الستينات والسبعينات
إذا عدنا إلى الفترة الذهبية للمدرسة القالمية التي عرفت فترات ناجحة وتألقا ملفتا للأنتباه ويسجل في التاريخ الكروي لهذه الولاية الثورية حيث كان ينشط الفريق في سنوات 1964 إلى غاية 1972 ولمدة ثماني سنوات كاملة ضمن القسم الوطني الأول ولم يسقط إطلاقا وهذا بفضل نخبة من مؤسسي الفريق الذين ذكرناهم في المقدمة منهم إبراهم صالح الذي يعد رائدا من رواد الحركة الوطنية وواحدا من بين 22 مفجري الثورة الجزائرية وكذلك منخرطا في حزب الشعب الجزائري، اختير فيها اللاعب سريدي مصطفى أحسن لاعب في البطولة وخلال الموسم ما قبله كذلك تمكن اللاعب حشوف نور الدين أحسن هداف في البطولة بـ 19 هدفا وكذلك تسجيله لـ 6 أهداف كاملة في مقابلة واحدة أمام جمعية وهران بقالمة (علي عبدة حاليا) وبقيت هذه النتيجة تاريخية في مسار الكرة القدم القالمية.

## أعلام قالمة

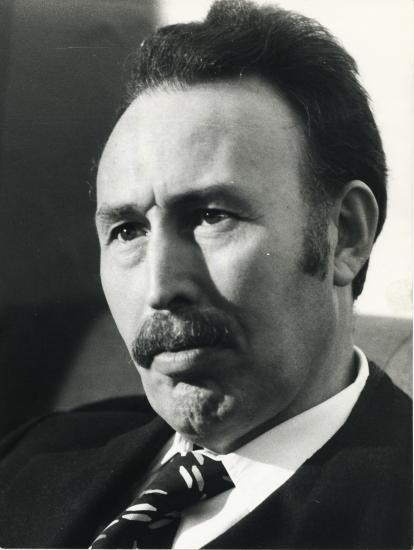
هواري بومدين

- كاتب ياسينhttps://fr.m.wikipedia.org/wiki/Kateb_Yacine
- القديس بوسيديوس[5] لكلاما تلميذ قديس أوغسطين وكاتب سيرته.
- هواري بومدين، الرئيس السابق لجمهورية الجزائرية.
- سويداني بوجمعة، [6] مجاهد وشهيد من مجموعة الـ 22 التاريخية
- زغدودي علي المدعو بلخير، شهيدا، قائد الكتيبة، بطل معركة أم النسور 1958.
- فريد غازي، لاعب كرة قدم دولي.
- عبد المالك زياية، لاعب كرة قدم دولي.
- أمير سعيود، لاعب كرة قدم.
- كمال القالمي، فنان النغمة البدوية.

## معرض الصور

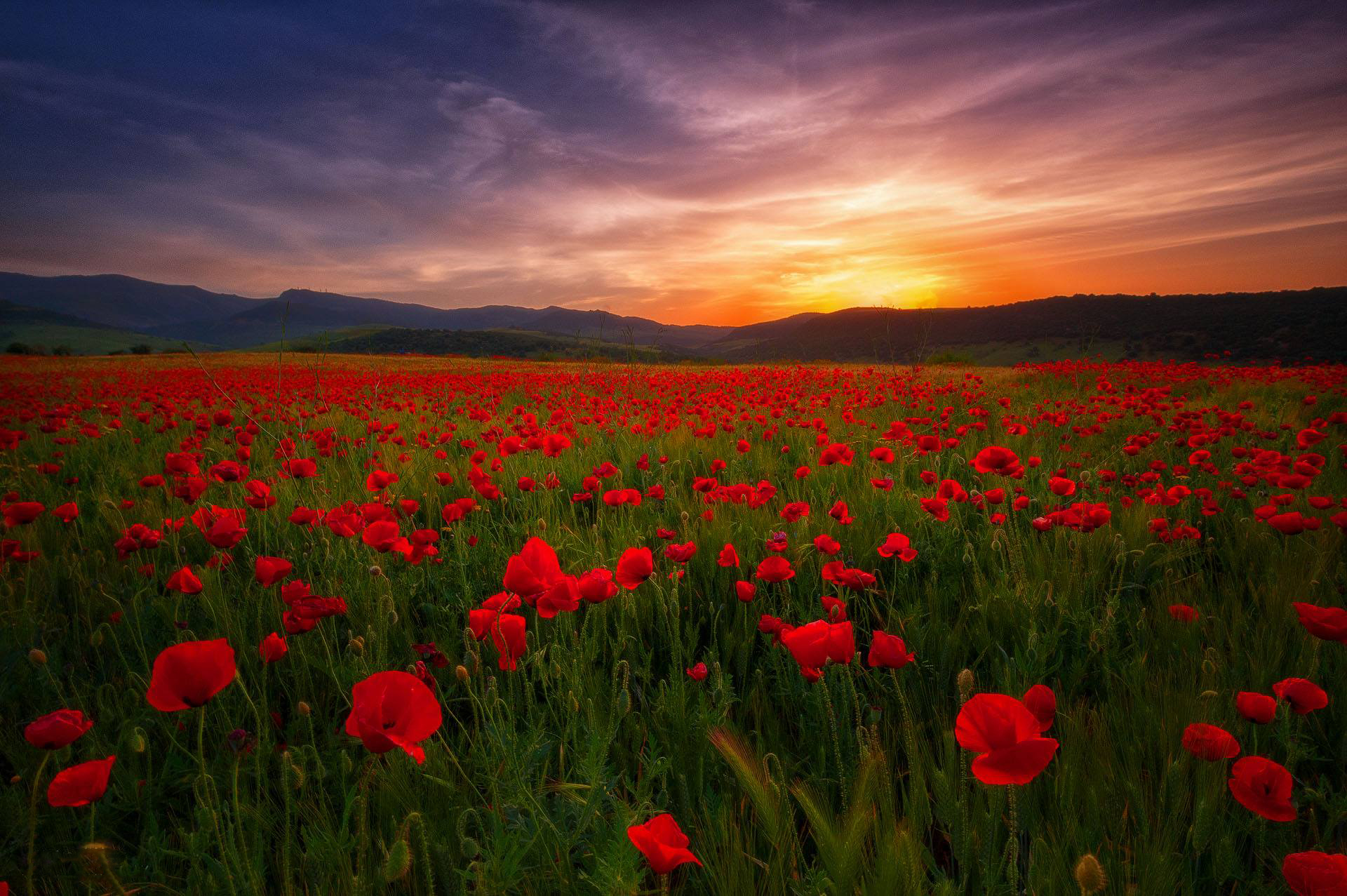
قالمة
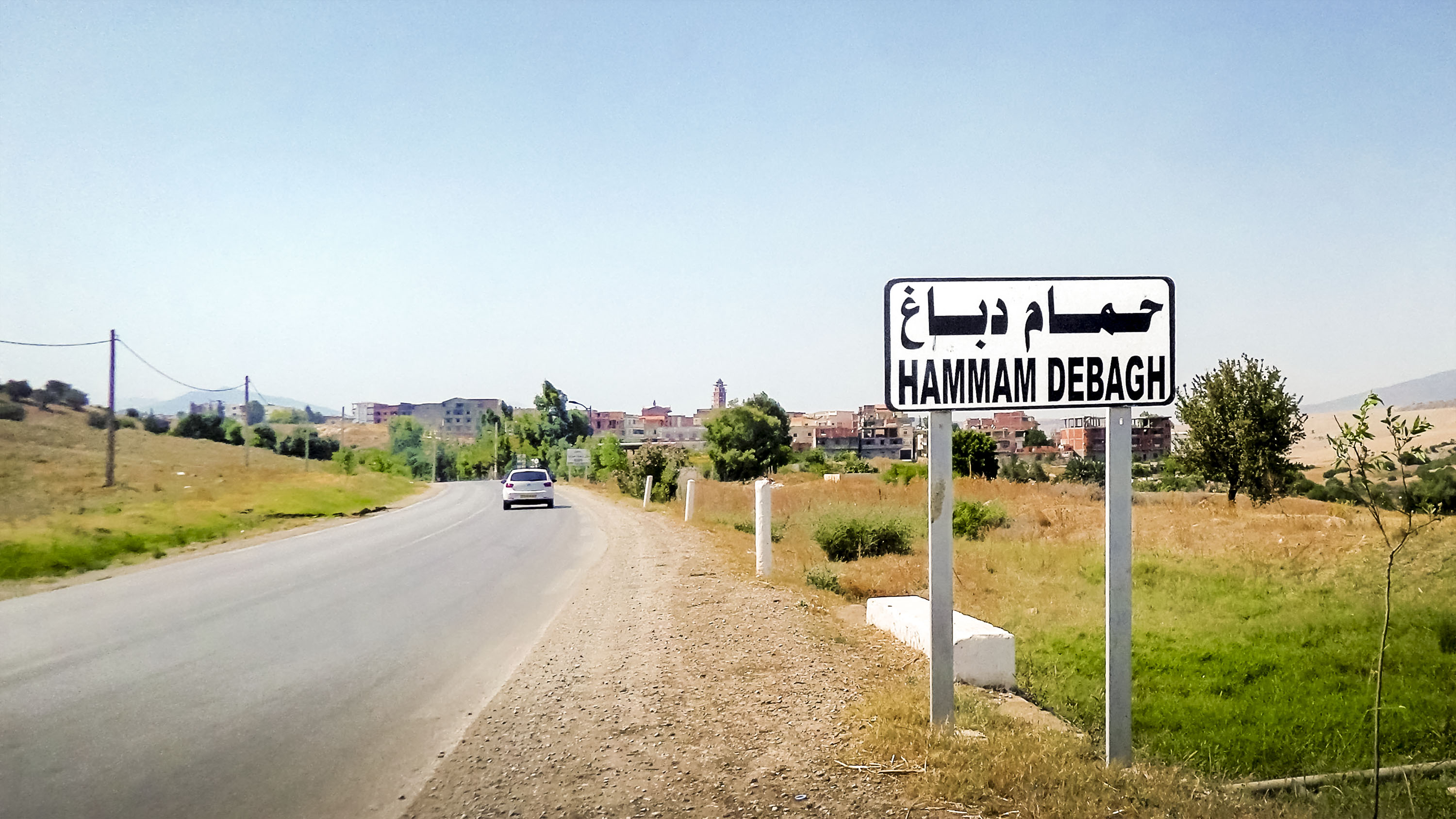
حمام دباغ
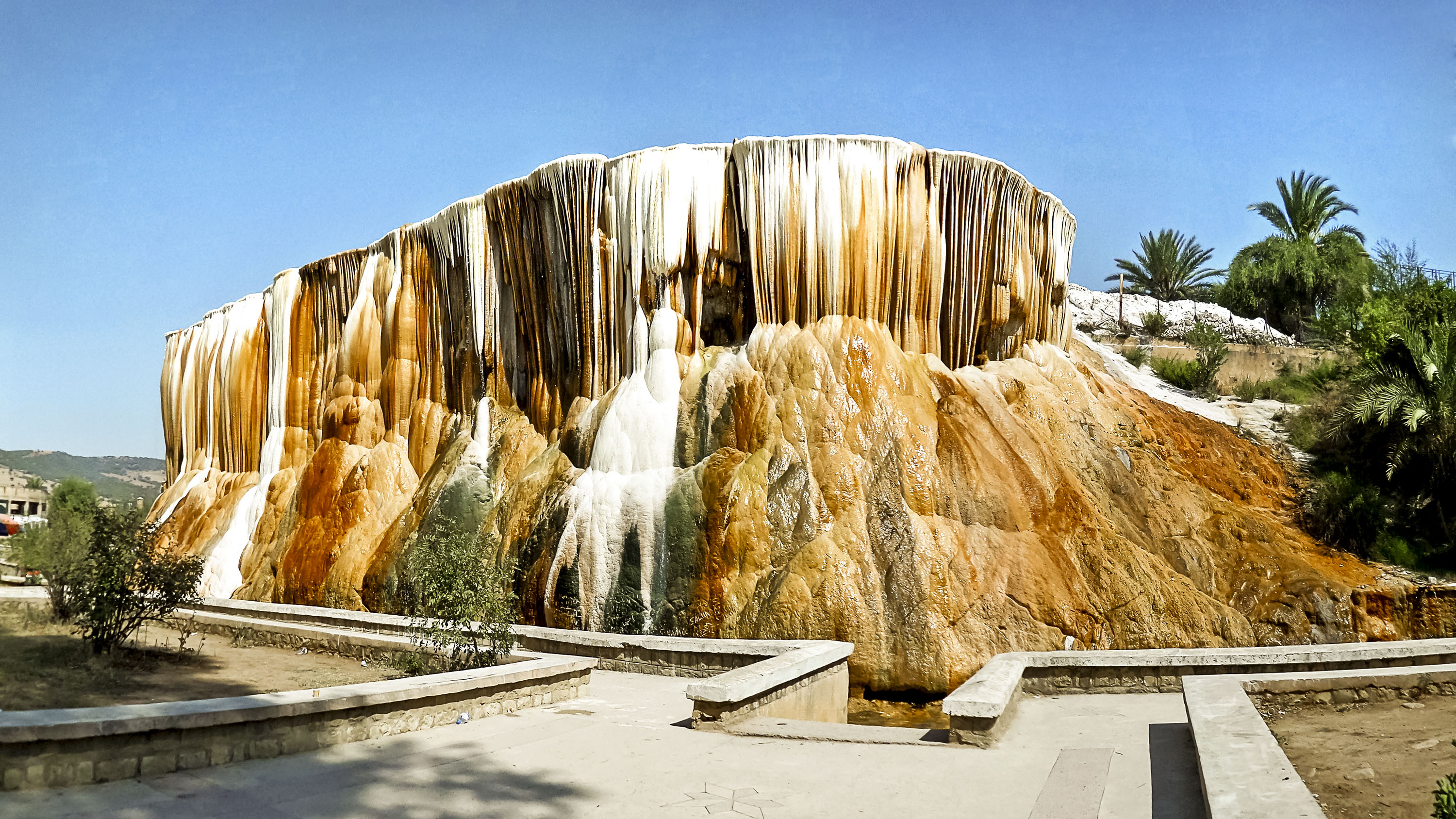
حمام دباغ
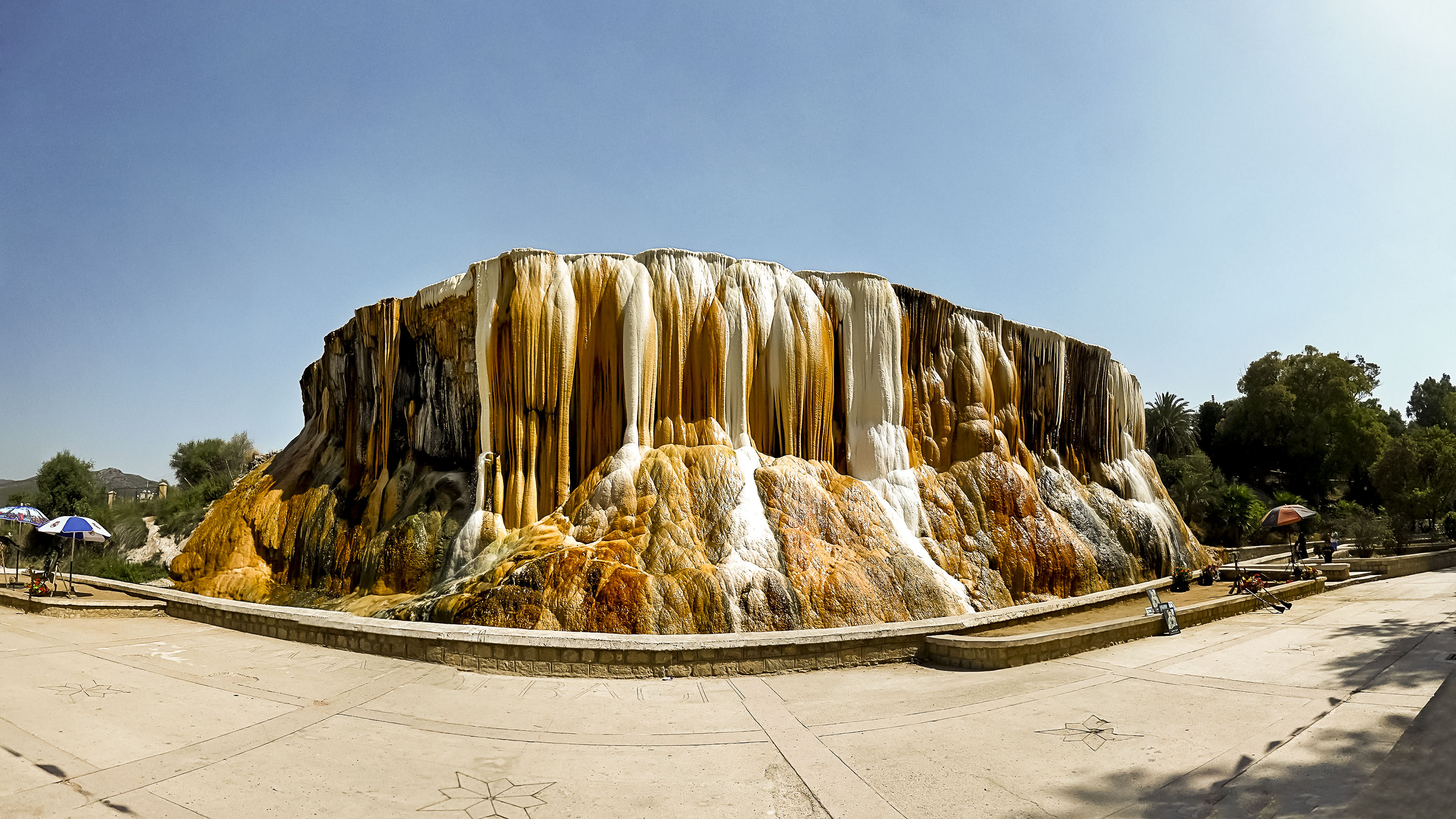
حمام دباغ
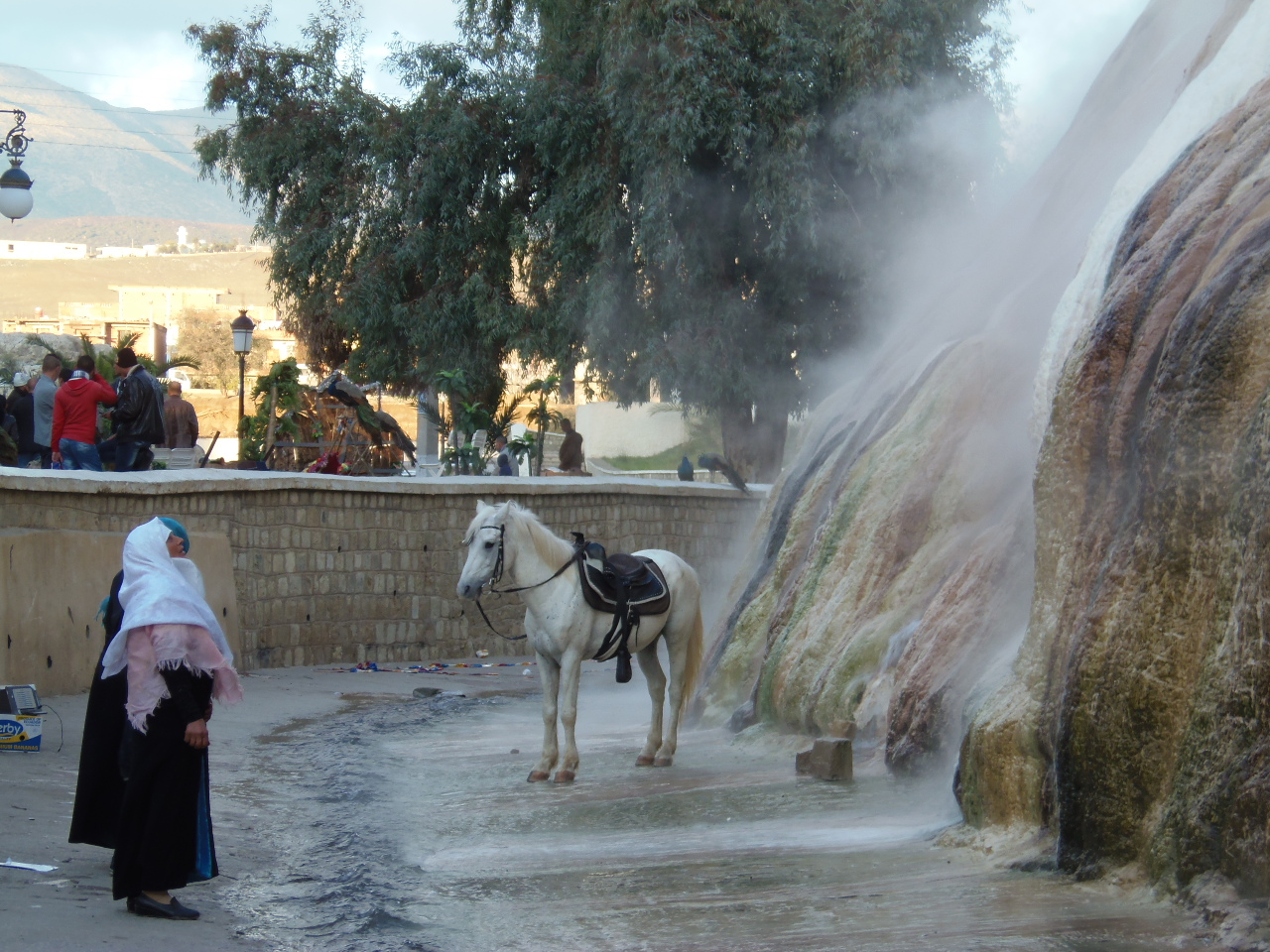
حمام دباغ
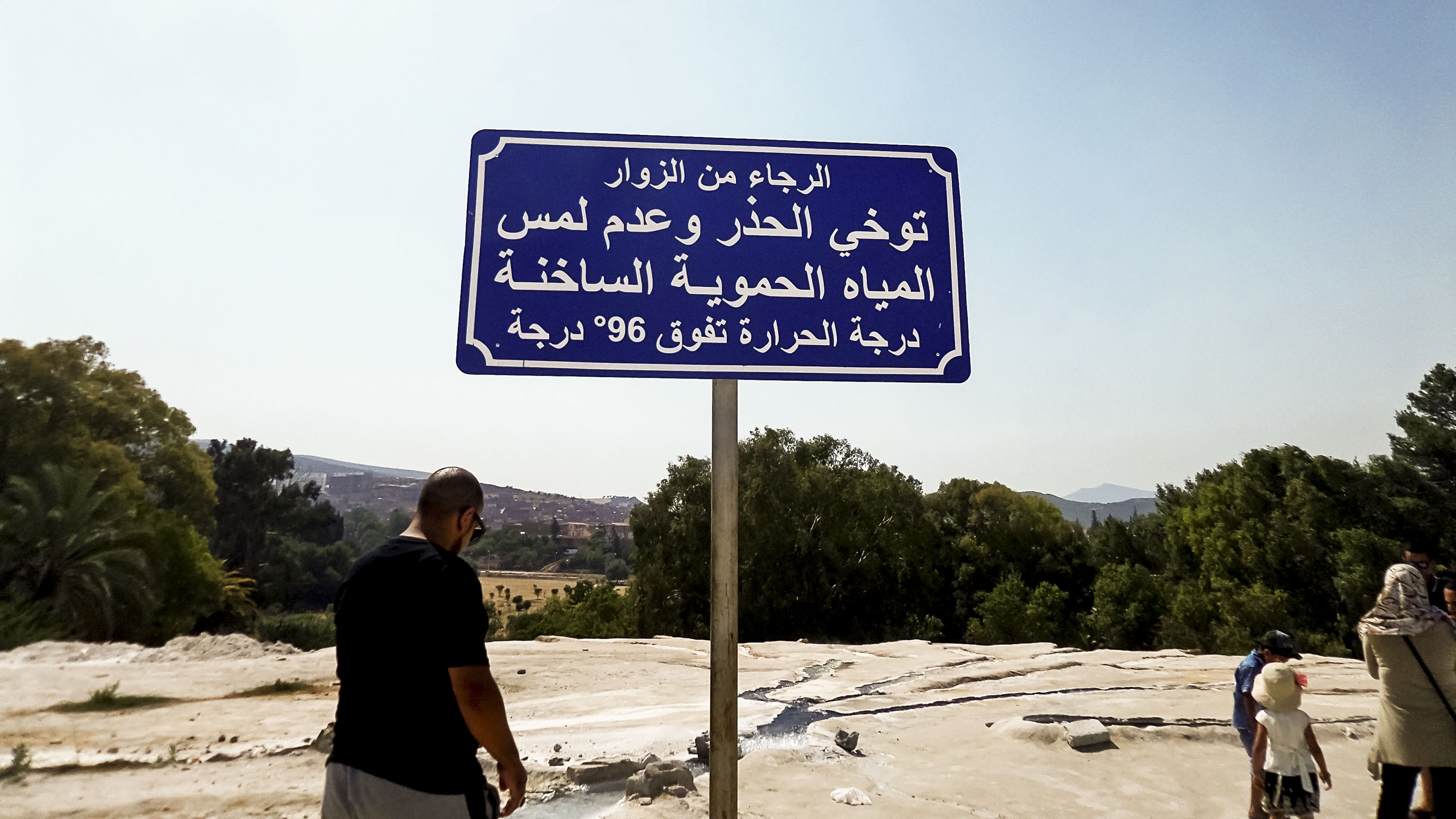
حمام دباغ
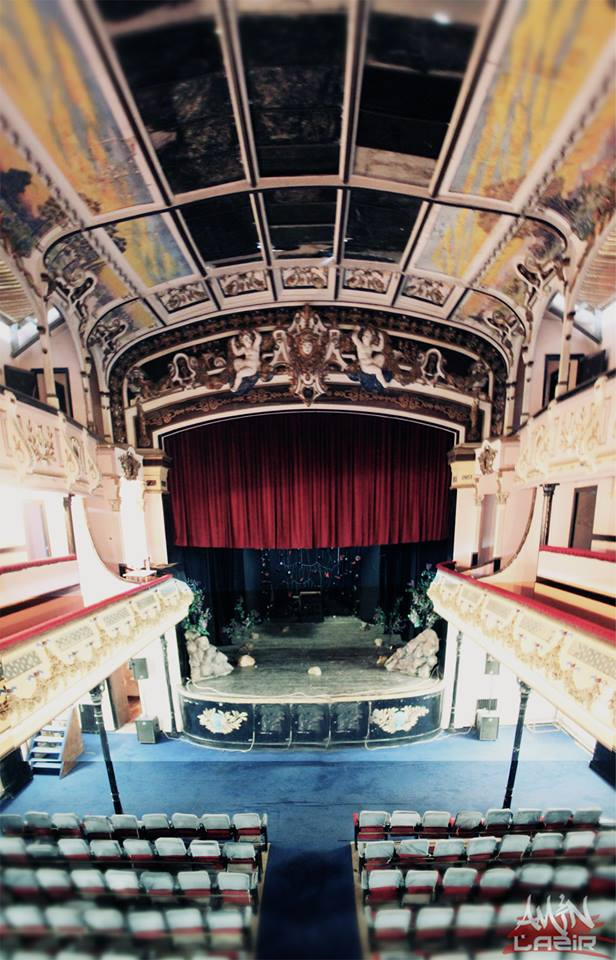
مسرح قالمة
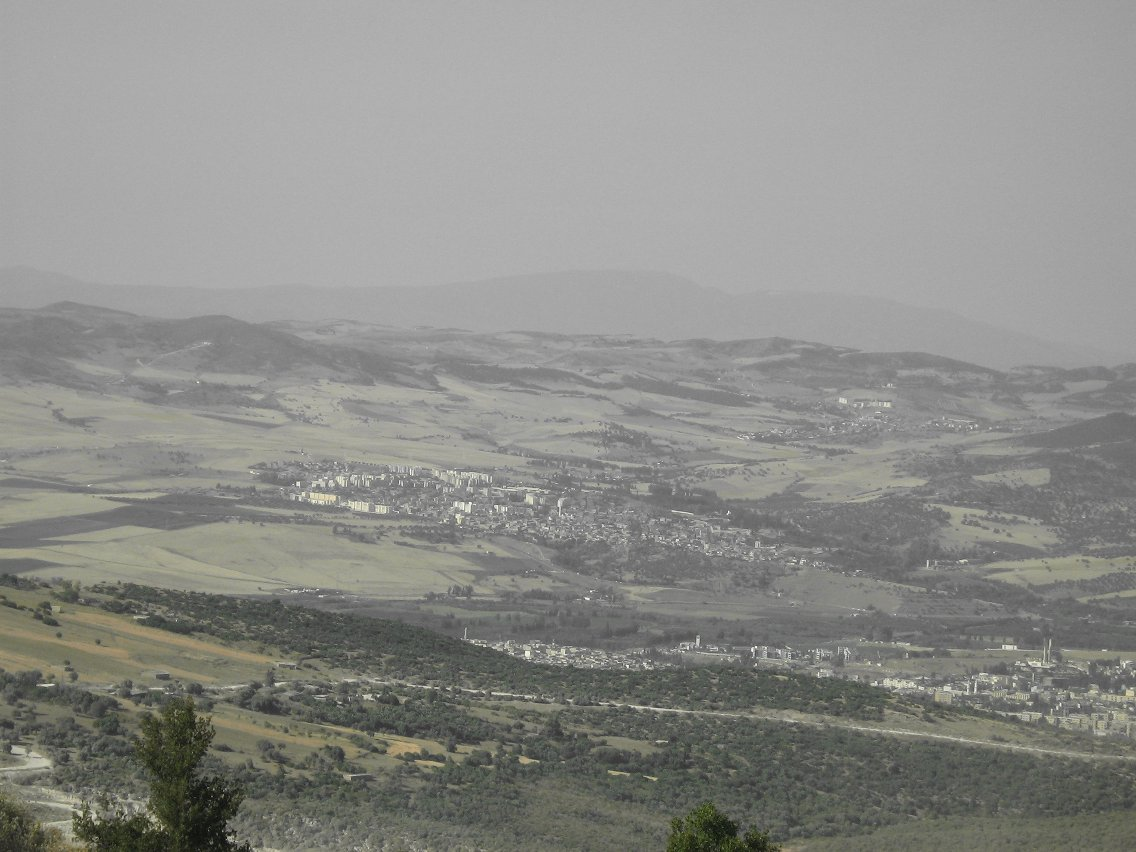
هيلوبوليس
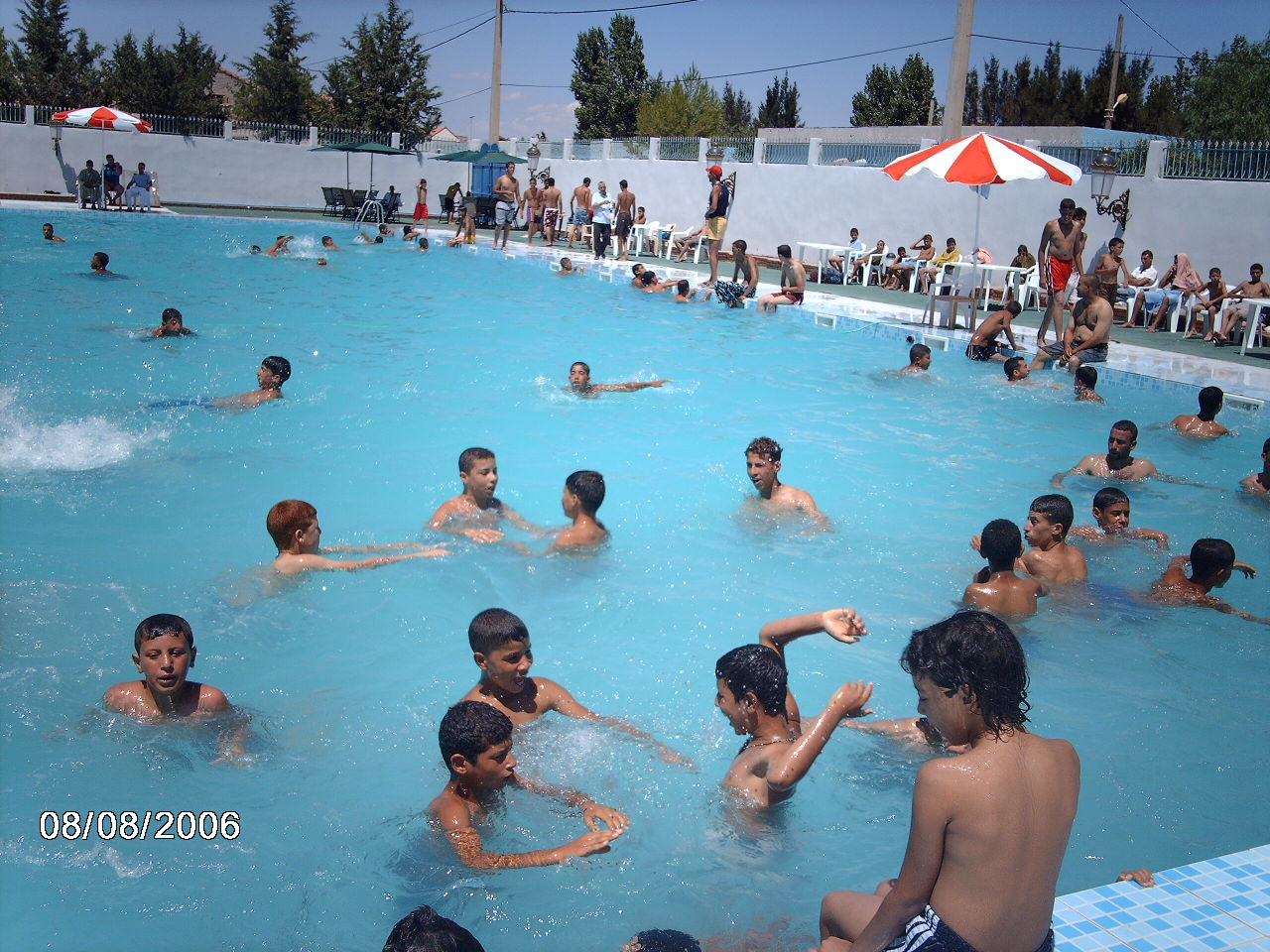
تملوكة
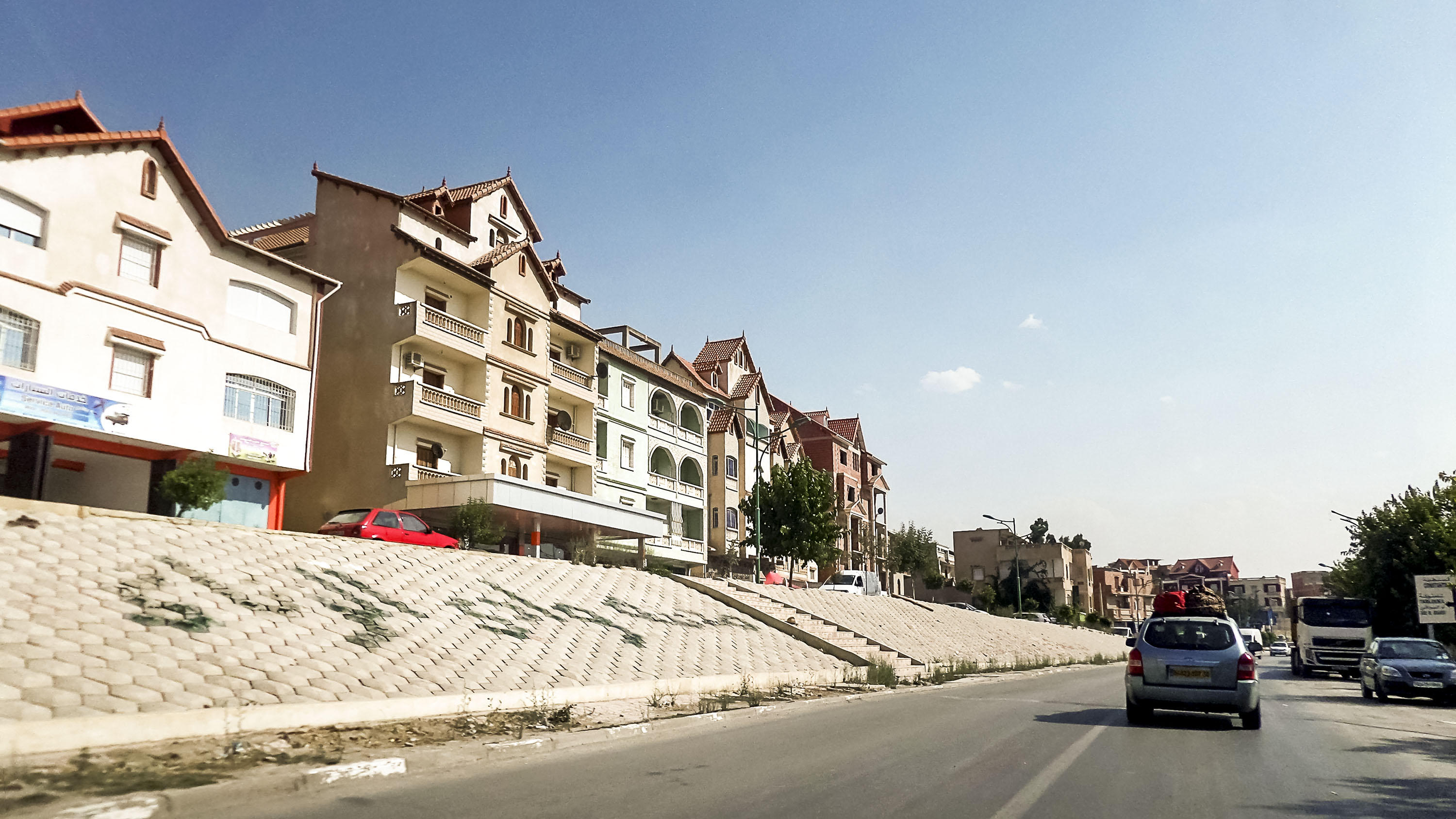
واد زناتي
حمام نبايل
بوحشانة
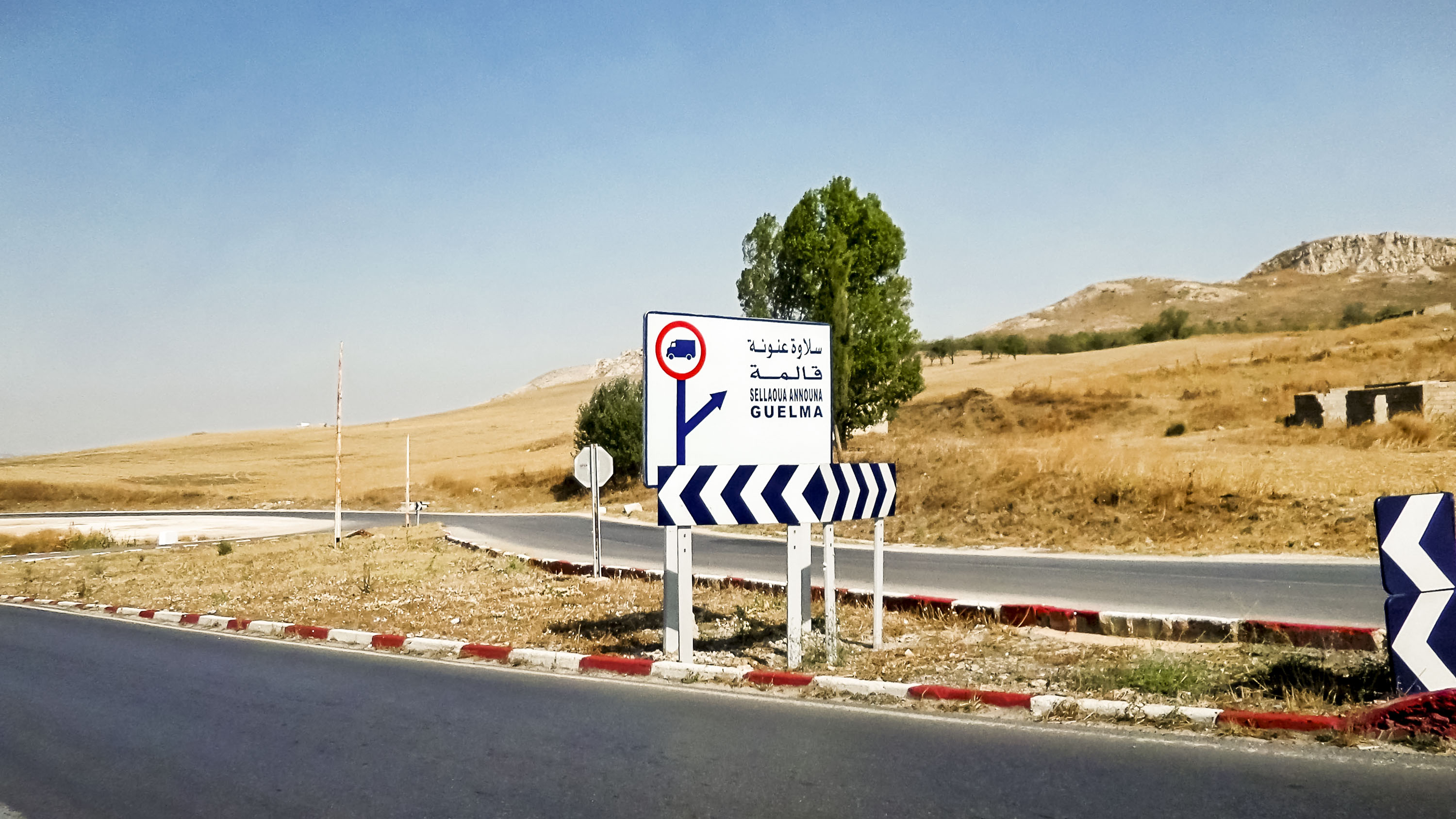
سلاوة عنونة

## وصلات خارجية
- الموقع الرسمي لولاية قالمة
- موقع لسياحة لولاية قالمة
- مديرية السياحة والصناعة التقليدية لولاية قالمة
- أذاعة قالمة الجهوية
- مديرية التربية والتعليم لولاية قالمة
- ديوان مؤسسات الشباب لولاية قالمة
- مديرية التجارة لولاية قالمة
- مديرية الصحة لولاية قالمة
- مجلس قضاء قالمة
- خريطة شبكة الطرقات لولاية قالمة
- القطع النقدية القديمة شاهد حي على الحضارات المتعاقبة بقالمة
- الشلال الساخن العجيب (حمام المسخوطين).
- ولاية قالمة قبلة العديد من الزوار
- موقع نادي ترجي قالمة.
- رابطة قالمة لكرة القدم